# Graveson
Graveson (provenzalisch Gravesoun) ist eine Gemeinde mit 4743 Einwohnern (Stand 1. Januar 2022) im Norden des Départements Bouches-du-Rhône in der südfranzösischen Region Provence-Alpes-Côte d’Azur. Sie gehört zum Arrondissement Arles und zum Kanton Châteaurenard.
Der Ort befindet sich zwischen Arles und Avignon direkt an der Hügelkette Montagnette. Sein Zentrum ist eine kleine Avenue, der Cours National. Dort befindet sich die Mairie (Rathaus). In unmittelbarer Nähe steht die katholische Kirche Nativité-de-Marie. Graveson ist bekannt als Ort der Künstler und war Wahlheimat des Malers Auguste Chabaud. Am Cours National befindet sich das 1992 eröffnete Chabaud-Museum. Graveson besitzt auch eine Stierkampfarena. Jedes Jahr finden viele Volksfeste statt, das wichtigste ist das Saint-Éloi-Fest. In unmittelbarer Nähe, allerdings auf dem Gebiet der Gemeinde Tarascon, befindet sich die Abtei Saint-Michel-de-Frigolet. Nördlich vom Ortskern liegt die antike Fundstätte La Roque. Bis ins frühe 19. Jahrhundert war Graveson von Stadtmauern umgeben. Erst danach konnte der Ort auf seine heutige Größe anwachsen.

## Geografie

### Lage

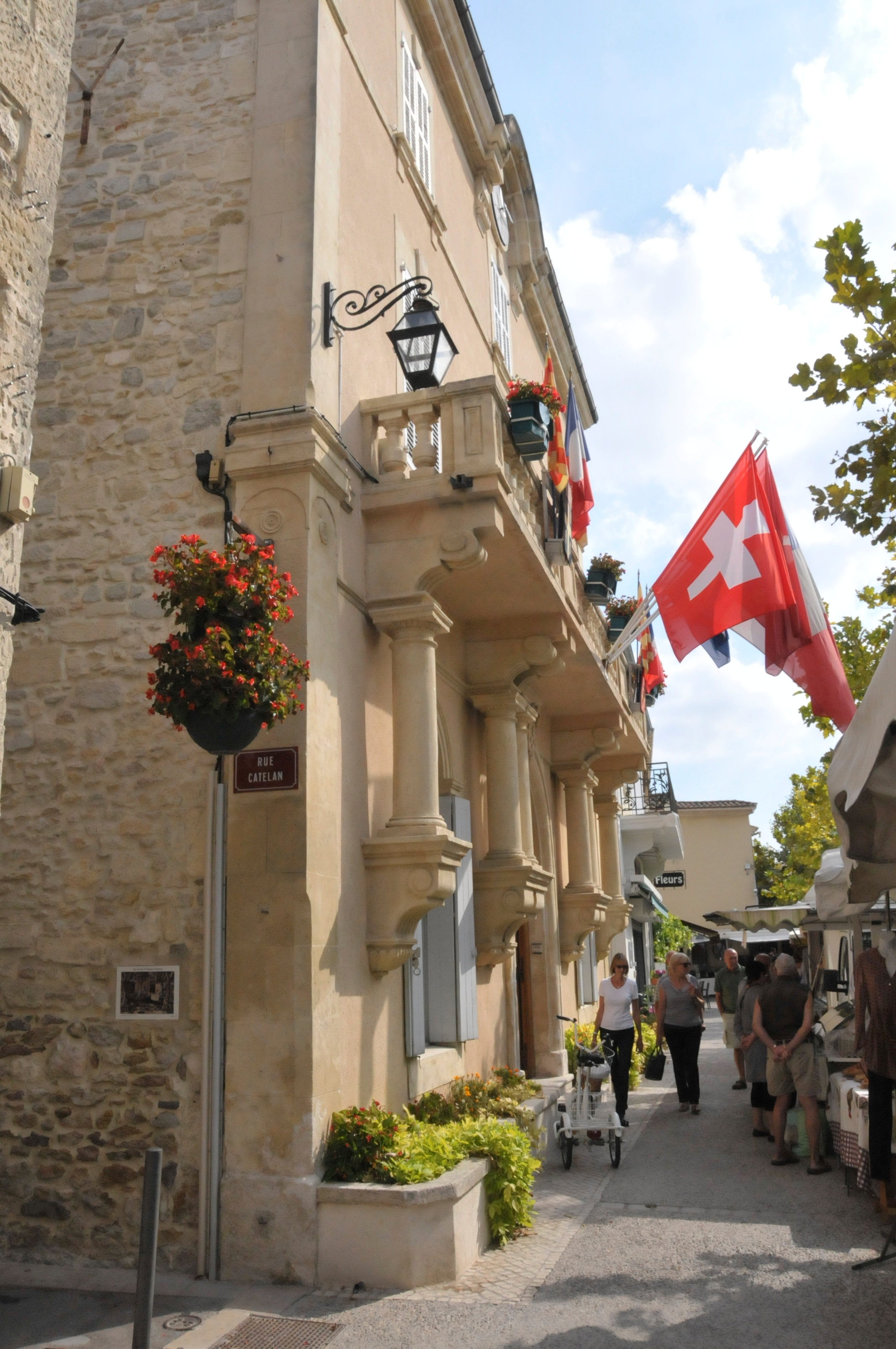
Mairie in Graveson

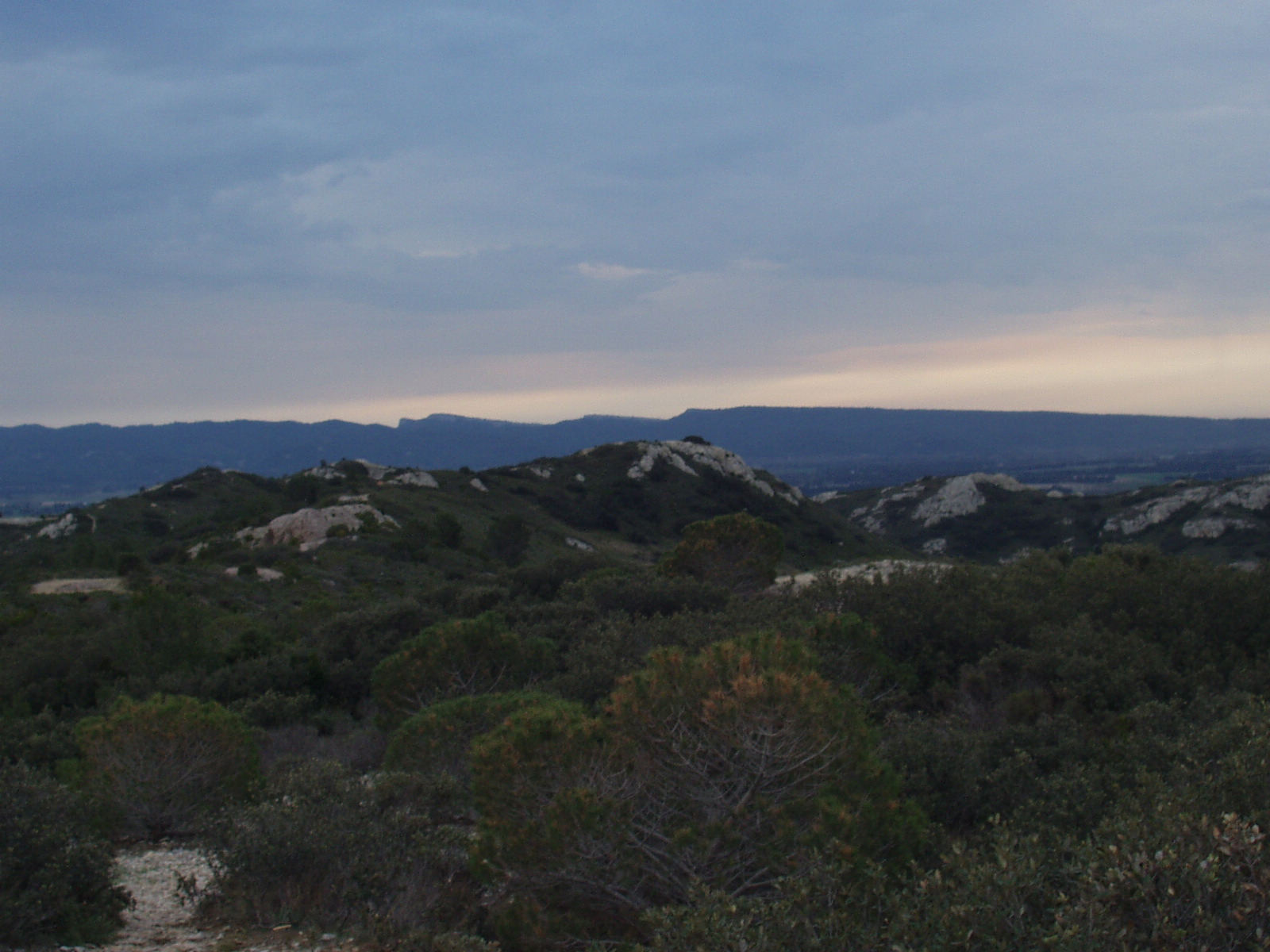
Die Montagnette

Graveson liegt im Norden des Départements Bouches-du-Rhône zwischen den Städten Arles und Avignon, zu Füßen des Massivs La Montagnette, im Tal zwischen der Montagnette und den Alpilles. In der Nähe mündet die Durance in die Rhone. Sieben Kilometer entfernt liegt der Regionale Naturpark Alpilles.
Die Gemeinde befindet sich dreizehn Kilometer südlich von Avignon, zehn Kilometer nördlich von Saint-Rémy-de-Provence, zehn Kilometer östlich von Tarascon und acht Kilometer westlich von Châteaurenard. Arles, Unterpräfektur des Arrondissements, liegt 24 Kilometer, Marseille 80 Kilometer von Graveson entfernt.
Graveson grenzt im Norden an Rognonas, im Osten an Châteaurenard und Eyragues, im Südosten an Maillane, im Süden an Saint-Étienne-du-Grès, im Südwesten an Tarascon und im Nordwesten an Barbentane.

### Gliederung
Zentrum der Gemeinde ist der Cours National, ein langgezogener Platz, der von einer Doppelreihe Platanen und auf einer Seite von einem Kanal in zwei Hälften geteilt wird. Die Ortschaft ist um ihre historische Mitte gewachsen.
Ein großes, kaum besiedeltes Gebiet im Norden der Gemeinde wird von der Montagnette eingenommen. Die Gemeinde wird von zwei kanalisierten Bächen durchflossen: Im Norden, nahe der Montagnette, von der Roubine des Lonnes, die zum Weiler Le Breuil im äußersten Südwesten der Gemeinde fließt; kurz davor kreuzt die Roubine des Lonnes den Canal des Alpines, der den Süden der Gemeinde durchfließt.

### Naturkatastrophen
In der jüngeren Vergangenheit war Graveson mehrmals von extremen Wetterlagen betroffen. Vom 6. bis 10. November 1982 kam es zu mehrtägigen Stürmen mit starken Böen. Am 8. und 9. September 2002 gab es in der Region Überschwemmungen, als die Flüsse über die Ufer traten. Nur wenig später, am 1. und 2. Dezember 2003, war dies erneut der Fall. Am 7. und 8. September 2010 kam es wiederum zu Überschwemmungen.
Im Dezember 2003 wurden an der Rhône flussabwärts von Lyon 65 Gemeinden, darunter 17 des Départements Bouches-du-Rhône überschwemmt. Die Katastrophe begann am 1. Dezember und erreichte am Folgetag ihren Höhepunkt. Auch die Durance trat über die Ufer. Bei Avignon stand die Umgebung der Rhône bis zu zwei Meter unter Wasser. In Barbentane, am Zusammenfluss von Durance und Rhône, kam es aus anderen Gründen zu Überschwemmungen: Flussbildung, Überlauf der Kanalisationssysteme und geringe Aufnahmefähigkeit des Bodens. Dies galt auch für Graveson. Ein Großteil der Kanalisation versagte, Wassergräben liefen über. Im September 2010 kam es erneut zu Überschwemmungen. Die D970 von Graveson nach Tarascon war vorübergehend nicht befahrbar. Es kam zu Schäden und besonders im Gemüsebau zu Ernteverlusten.

### Klima
In Graveson herrscht Mittelmeerklima mit einem warmen Sommer.
| Klimadaten                | Jan. | Febr. | März | Apr. | Mai | Juni | Juli | Aug. | Sept. | Okt. | Nov. | Dez. |
| ------------------------- | ---- | ----- | ---- | ---- | --- | ---- | ---- | ---- | ----- | ---- | ---- | ---- |
| Mittlere Höchsttemperatur | 7    | 10    | 14   | 18   | 22  | 26   | 29   | 28   | 24    | 18   | 12   | 8    |
| Mittlere Tiefsttemperatur | 1    | 1     | 4    | 6    | 10  | 14   | 16   | 16   | 13    | 9    | 5    | 2    |
| Regentage                 | 10   | 8     | 9    | 9    | 10  | 8    | 5    | 8    | 8     | 10   | 11   | 12   |
| Niederschlagsmenge in mm  | 54   | 43    | 32   | 38   | 52  | 50   | 55   | 62   | 51    | 49   | 50   | 49   |
| Sonnenstunden täglich     | 4    | 5     | 6    | 8    | 9   | 10   | 11   | 10   | 8     | 6    | 4    | 3    |

## Geschichte

### Erste Siedlung und Nekropole
Die ältesten Siedlungsspuren auf dem Gebiet von Graveson stammen aus der späten Hallstattzeit (6. Jahrhundert v. Chr.). In der Fundstätte La Roque, drei Kilometer nördlich von Graveson in Richtung Barbentane, fanden sich auf einem zehn Hektar großen Gebiet Münzen, Keramik und Küchengeräte, vor allem aber Reste von Lehmbauten. Innerhalb der Nekropole fand sich ein Tempel, eine Werkstatt und ein Friedhof. Die Siedlung lag auf einer Erhöhung direkt an der Montagnette. Zwischen 525 und 475 v. Chr. wurde die Siedlung mit einer Mauer umgeben. Auch fanden sich am bescheidenen Tempel, der bis in die römische Zeit in Gebrauch war, Spuren von Tieropfern. Diese galten möglicherweise dem keltischen Gott Belenus. Neben den keltischen Einflüssen kamen vor allem über Marseille auch griechische und ab dem späten 4. Jahrhundert v. Chr. auch römische in die Region. Diese Stadt rief 125 v. Chr. die Römer um Hilfe gegen eine Koalition der keltischen Vocontier, Ligurer, Salluvier und Allobroger ins Land.

### Römische Herrschaft, Wüstung
Die Römer besiegten die Koalition (125–121 v. Chr.) und besetzten das Land. Damit setzte die Romanisierung, ein, gegen die es allerdings jahrzehntelangen Widerstand gab. Erst mit der Einrichtung von Kolonien nach der Eroberung Galliens durch Caesar verschwanden nach und nach keltische Institutionen; im 1. Jahrhundert n. Chr. war die Region romanisiert, unter Augustus war die Provinz kein Standort der Legionen mehr. Die Provence blieb bis Mitte der 470er Jahre, als die Westgoten die Stadt Arles eroberten, römisch. Die Siedlung, La Roque, wurde während der Völkerwanderung von den Westgoten geplündert und zerstört. Der Ostgotenkönig Theoderich eroberte 508 die Region zurück und richtete 510 die gallische Präfektur mit Sitz in Arles wieder ein. Erst 536/537 fiel die Provence endgültig an die Franken.
Aus römischer Zeit stammen nicht nur Münzen und Keramik, sondern auch Überreste von Straßen, die anfangs verschiedene Oppida miteinander verbanden. Dazu zählt insbesondere die Via Agrippa, die das römische Arelate (Arles) mit Lugdunum (Lyon) verband. 1793 wurde ein Cippus aus weißem Marmor als Teil eines Grabmals aus dem 1. Jahrhundert entdeckt; die Inschrift nennt einen Caius Otacilius Oppianus, Sohn eines Caius. In der Spätantike dominierte in den ländlichen Gebieten das Wirtschafts- und Herrschaftssystem der villae, zentraler, meist größerer Landhäuser der provinzialrömischen Herrenschicht, die in dem Maße, in dem die römische Zentralmacht ihren Einfluss verlor, auch die lokale Gesellschaft steuerte und die Rechtsprechung an sich zog. Die anhaltenden Kriege führten bereits ab dem 4. Jahrhundert, besonders aber ab dem frühen 5. Jahrhundert zu einem starken Rückgang der Bevölkerung, was zahlreiche Wüstungen zur Folge hatte. Gleichzeitig gelang es, eine kirchliche Organisation in Form von Bistümern aufzubauen, die spätestens im 4. Jahrhundert auch im dörflichen Bereich die Christianisierung vorantrieben. Da die Bistümer auf Rom orientiert waren, standen sie den Goten, die Arianer waren, ablehnend gegenüber.
Im Frühmittelalter, noch kurz bevor die Vorgängersiedlung von Graveson gleichfalls aufgegeben wurde, entstand an der Kapelle Saint-André-de-Bagalance unterhalb von La Roque ein Friedhof. 26 Gräber wurden dort gefunden. Im 18. Jahrhundert wurde er wiederentdeckt, wobei man einen Wall, einen Turm (6. Jahrhundert v. Chr.) und eine Zisterne entdeckte.

### Wiederbelebung ab dem 9. Jahrhundert
Im 9. Jahrhundert erschien erstmals der Name Graveson in den Chartes du Pays d’Avignon. Die feudale Spitze der Gesellschaft rekrutierte sich vor allem aus burgundischen Familien. Die Mauern wurden auf älteren Ruinen errichtet und verliefen orthogonal, sodass alle Ecken einen rechten Winkel bildeten. Dort standen viereckige oder runde Wachtürme. Die 1,80 Meter dicken und acht Meter hohen Mauern, die von einer Straße mit dazwischenliegenden Gräben umgeben waren, hatten eine entscheidende Bedeutung für die Verteidigung. Sie verschwanden erst im frühen 19. Jahrhundert. Die Burg, von der nur noch die Nordwand erhalten ist, war ein wichtiger Stützpunkt der Grafen der Provence. Das Haupttor (Grand Portail), das heute einen Teil der Touristeninformation beherbergt, war ursprünglich der Eingang zum Westteil des Dorfes.

### Entwicklung zur Seigneurie
Im 12. Jahrhundert teilten sich die Erzbischöfe von Arles und Avignon die Rechte und Einkünfte der Pfarrgemeinde. Die Dorfkirche hieß damals Notre Dame de Grâce. Nachdem die Grafen der Provence im 11. Jahrhundert Land an die Abtei Montmajour abgetreten hatten, wurde die Gemeinde von einem Kurator geleitet. Die Kirche, die schon vor dem 11. Jahrhundert gebaut wurde, steht heute noch nach zahlreichen Umbauten an ihrem ursprünglichen Standort. Am 23. April 1040 trat Comte Bertrand seinen Anteil an der Grundherrschaft über Graveson an die Abtei Montmajour ab. Noch bis ins 15. Jahrhundert teilte sich die Abtei Montmajour die Herrschaft über Graveson mit diversen Nebenherrschern, im 13. Jahrhundert zum Beispiel Guillaume de Graveson. Am 24. August 1215 wurde er von den Konsuln von Arles zum Notar ernannt. Nach Guillaume ging die Herrschaft an François Francisque über. 1304 war Bérenger Gantelmi, Seneschall der Provence, Seigneur von Graveson. Ab 1351 teilte sich die Abtei dann mit Rostaing Gantelmi die Herrschaft; die Doppelherrschaft zwischen Abtei und weltlichen Herrschern blieb bis zum Ende des 15. Jahrhunderts erhalten. 1403 erlangte der Erzbischof von Marseille, Guillaume-le-Tort, den Herrschertitel von Graveson. Nach seinem Tod ging Graveson wieder in den Besitz der Krone über. 

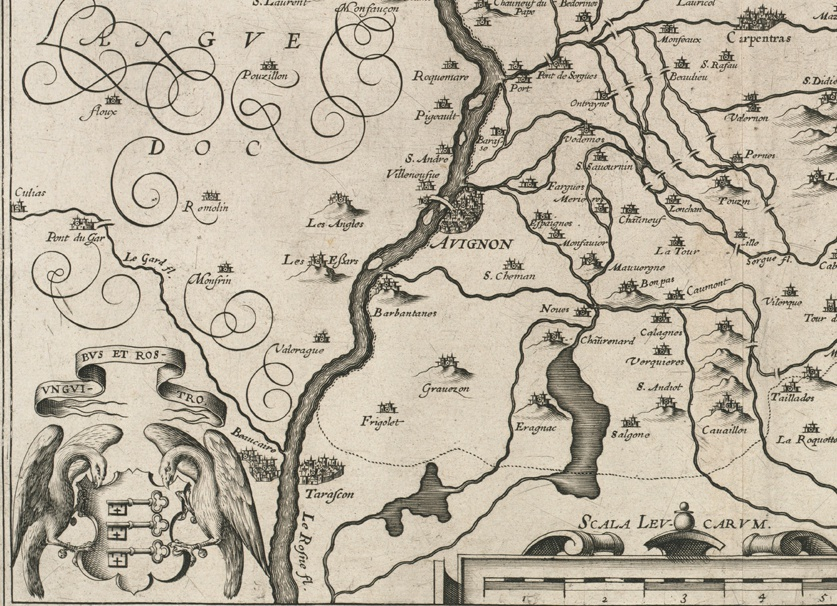
Graveson und Comtat Venaissin um 1620 (Kartenausschnitt).

 Im 15. Jahrhundert besaß Gabriel de Valori (1412–1469) Ländereien in Graveson. 1433 verkaufte Gabriel, der René I. in der Schlacht von Neapel beistehen wollte, seine Ländereien in Marignane, Château-Renard (heute Châteaurenard), Eyragues, Graveson und Rognac.
Durch den Verkauf des Château de Puyricard bei Aix-en-Provence gelangte die Familie Robin 1477 in den Besitz der Seigneurie Graveson. Ihre Herrschaft dauerte bis ins 17. Jahrhundert. Pierre de Robin († 1481) war Berater und Arzt von König René sowie Graf der Provence. Er gab den Besitz weiter an seinen Sohn Étienne, dessen gleichnamiger Sohn Étienne später die Seigneurie Graveson übernahm. Étienne vererbte sie wiederum an seinen Sohn Antoine, der sie an seinen Sohn Gui de Robin weitergab. Gui, der in Uzès residierte, vererbte Graveson schließlich seinem Sohn Jacques de Robin. Dieser war der sechste und letzte Seigneur Gravesons aus der Familie Robin.
Religiös bedingte Auseinandersetzungen begannen in den 1430er Jahren und führten schließlich 1501 zur von König Ludwig XII. veranlassten Vertreibung aller Juden aus der Provence. 1591 belagerten die Hugenotten während der Religionskriege das Dorf. Dabei wurde es geplündert und zerstört. Henri I. de Montmorency hatte zuvor den Ort nach achttägiger Belagerung erobert. Mit dem Edikt von Nantes wurden die Kriege beendet, doch wurde es 1685 widerrufen.
Von der Familie Robin ging der Besitz an Louis II. von Bourbon, der 1680 das Schloss von Barbentane besuchte.
Antoine Amat (1625–1690) begründete den Zweig de Graveson der Familie Amat. Er erhielt 1662 Ländereien in Graveson. Sein Status wurde 1663 vom Rechnungshof der Provence anerkannt. Sein Nachfahre Ignace Amat († 1721) war Seigneur und Marquis von Graveson sowie Magistrat von Arles.
Insgesamt galt die Provence im Ancien Régime als eine der ärmsten und am dünnsten besiedelten Regionen Frankreichs. Wie die meisten Orte war auch Graveson eher auf Selbstversorgung als auf Handel mit den Agrarprodukten eingestellt; Abgaben und Dienstleistungen gegenüber dem Adel wirkten in die gleiche Richtung. Dabei lag der Ort noch in einer der beiden vergleichsweise prosperierenden und gut erschlossenen Regionen in der Provence – die zweite war der Raum um Marseille –, wo etwa die Hälfte der Gesamtbevölkerung lebte. Unterhalb vom Arles begann hingegen ein malariaverseuchter Sumpf, so dass die Küstenstädte wenig Kontakte mit dem Hinterland pflegten. Gleichzeitig wurde das königliche Fiskalreglement zu Lasten der lokalen Grundherren verstärkt, und die Landbewohner wurden zunehmend durch die königliche Taille belastet. An alle Grundherren gingen Abgaben entsprechend der Größe der Getreidefelder, der Weinberge und der Olivenhaine. Je nach Bedarf und Dorf schwankten die Abgaben erheblich, zugleich nutzte der Adel sein Vorkaufsrecht auf Ländereien innerhalb seines Herrschaftsgebiets.

### Markgrafschaft 1718
Im August 1718 wurde die Seigneurie Graveson mit der Herrschaft Tourade zusammengelegt und zur Markgrafschaft erhöht. Der damalige Herrscher war Jacques de Clemens.
Seit dem 18. Jahrhundert erlebte Graveson einen demographischen Aufschwung. Nach dem Abriss der militärisch längst obsoleten Stadtmauer konnte sich Graveson, das sich bisher nur in Richtung der beiden Weiler Lamanon und Vieux Marseille im Osten über die Grenzen seiner alten Stadtmauer hatte ausdehnen können, ab dem frühen 19. Jahrhundert ins Umland wachsen. Die internen Konflikte, die sich während der Französischen Revolution Bahn brachen, dürften auch in Graveson eine erhebliche Rolle gespielt haben. Dort stritten sich die beiden für die Dorfverwaltung zuständigen notaires etwa um Weiderechte. Dahinter standen Konflikte zwischen den ärmeren Bauern und der führenden Schicht der ländlichen Gesellschaft, die im Bunde mit den Seigneurs stand.

### Französische Revolution
Während der Französischen Revolution wurden die von Klerus und Adel dominierten Feudalstrukturen aufgelöst und der Besitz privatisiert. Vielfach ging er an die aufstrebende Mittelschicht über. Die Verwaltung wurde 1790 reformiert und die heutigen Einheiten wie etwa die Départements und die Gemeinden in ihrer heutigen Form wurden geschaffen. Zu dieser Zeit war das Dorf vom demografischen und wirtschaftlichen Wachstum geprägt. Der Großteil des Bodens war für landwirtschaftliche Nutzung und Bewässerung geeignet, was zu einem Wachstum der Landwirtschaft führte. In den Jahren der Revolution verwüsteten jedoch Banden aus Marseille mehrere Dörfer, darunter Graveson und das Nachbardorf Barbentane. In einigen Dörfern, darunter ebenfalls Graveson und Barbentane, kam es zu tödlichen Übergriffen unter Zivilisten. François Laugier (27 Jahre alt), Jacques, Louis und Pierre Fontaine wurden wegen „konterrevolutionärer Verbrechen“ verurteilt. Joseph Raoulx, 1738 in Graveson geborener Seigneur, konnte während der Revolution zunächst dort bleiben. 1792 musste er fliehen, wurde 1793 jedoch gefasst. 1794 wurde er zum Tod verurteilt und – zusammen mit seinem jüngeren Bruder – hingerichtet.
Das ehemals selbstständige Lehen Le Breuil gehört seit 1790 zur Gemeinde Graveson. Zur Zeit der Revolution entbrannte in Graveson des Weiteren ein Streit über die Weidegerechtigkeit. Die Familie Raoulx, die bis dahin geherrscht hatte, hatte ihre Herrscherposition zu ihren Gunsten ausgenutzt.
Der Cours National in der Dorfmitte entstand im frühen 19. Jahrhundert nach dem Abriss der Stadtmauer, deren Reste teilweise noch zu sehen sind. Ansonsten änderte sich an der Bauweise der Häuser zunächst wenig.

### Niedergang der Landwirtschaft, Krieg von 1870/71, Industrialisierungsversuche
Mit dem Anschluss an das Eisenbahnnetz im Jahr 1847 konnten die Bauern ihre Produkte zunehmend vermarkten. Dazu zählte vor allem der Wein. Die Reblaus, von Rebstöcken der Ostküste Amerikas über Großbritannien 1863 nach Südfrankreich eingeschleppt, vernichtete jedoch in den Jahren ab 1864 und 1865 die Ernten im Rhônetal, 1866 erschien sie auch bei Graveson. Wie in ganz Frankreich bekamen die Winzer die Ernteausfälle bis 1885 massiv zu spüren. 1924 schlossen sich die Weinbauern in der Winzergenossenschaft Magali zusammen.
Im Deutsch-Französischen Krieg 1870/71 wurde auf dem Gemeindegebiet von Graveson ein Militärlager eingerichtet. Es trug den Namen Camp des Alpines. Alpines ist eine alte Bezeichnung des nahegelegenen Gebirgszuges der Alpillen. Die dort stationierten Soldaten nannten das Lager abfällig Camp de la crevaison (deutsch etwa ‚Lager des Verreckens‘).
Der Niedergang der Landwirtschaft wurde Mitte der 1880er Jahre durch eine erste Industrialisierung aufgefangen. Die Weber-Karde wurde fabrikmäßig eingesetzt, um die Oberfläche von Wollstoffen aufzurauen, ohne sie zu zerstören. Die immer noch stark agrarische Dorfwirtschaft wurde später durch den Bau von Straßen und Eisenbahnen, eine modernisierte Landwirtschaft mit verbesserten Bewässerungssystemen und durch tägliche Märkte wieder konkurrenzfähiger.

### Weltkriege
Während des Ersten Weltkriegs existierte bei Graveson ein Lager für Kriegsgefangene.

Fahne des 5. Jägerregiments, das bei Kriegsende ins Dorf zog

Nach vier Jahren unter deutscher Besatzung begannen 880 alliierte Seeschiffe und etwa 5000 Flugzeuge am 15. August 1944 mit der Landung zwischen Toulon und Cannes (Operation Dragoon), 25 Tage später war die Provence befreit. Am 26. August 1944 wurden auch die Orte Graveson und Maillane von alliierten Truppen besetzt. An diesem Tag zog das 5. Regiment der Chasseurs d’Afrique in Graveson ein. Bereits einen Tag später begann die Überquerung der Rhône (27./28. August).

### Nach 1945
In der Nachkriegszeit konnte die Landwirtschaft immer weniger Dorfbewohnern einen Arbeitsplatz bieten. Auch die Zahl der Arbeitsplätze innerhalb von Graveson war zu gering, so dass zu Beginn des 21. Jahrhunderts etwa drei Viertel der Beschäftigten pendeln mussten. Dabei verdoppelte sich die Bevölkerung von 1962 bis heute beinahe. 1962 hatte die Gemeinde noch 2035 Einwohner, die Zahl hat sich seitdem mehr als verdoppelt (s. u.). Im Jahr 2010 wurde das Gewerbegebiet Pôle du Sagnon eröffnet, das für mehr Arbeitsplätze im Ort sorgen soll. Politisch wird der Ort heute von konservativen und nationalistischen Parteien dominiert.

### Ortsname
Nach der ersten Erwähnung des Ortes in den Chartes du Pays d’Avignon im 9. Jahrhundert wurde Graveson im 11. Jahrhundert als Castrum Gravisonis oder Gravisonis erwähnt. Laut Ernest Nègres Toponymie générale de la France leitet sich der Name vom keltischen Wort grava und von der Nachsilbe ationem ab. Grava steht dabei für Kies. Bei Graveson gab es in früheren Zeiten Sand- und Kiesgruben. Auf einer Karte aus dem Jahr 1580 wird der Ort als Gravesons bezeichnet, auf einer weiteren Karte von 1620 ist er als Gravezon eingezeichnet. 1793 hieß die Gemeinde zunächst Gravaison. Seit 1801 trägt sie offiziell ihren heutigen Namen.

### Legenden und Geschichten

#### Briefe aus der Mühle
Alphonse Daudet, der die Provence als Wahlheimat auserkor, schrieb in seinem Werk Briefe aus der Mühle (in Bezug auf die nach ihm benannte Alphonse-Daudet-Mühle in Fontvielle) unter anderem über einen Pfarrer von Graveson. Er berichtet, wie dieser ihm einen besonderen Likör einschenkte, der heute „Likör von Frigolet“ genannt wird. Seine dreißig Zutaten werden geheim gehalten.

#### Die ehemalige Residenz
Die ehemalige Residenz des Herren von Graveson aus dem Jahr 1580 wurde 1799 in ein Hotel umgewandelt, in dem schon Napoleon Bonaparte, Pablo Picasso und Salvador Dalí wohnten.

## Demografie

### Bevölkerungsentwicklung
| Jahr      | 1962 | 1968 | 1975 | 1982 | 1990 | 1999 | 2006 | 2017 |
| --------- | ---- | ---- | ---- | ---- | ---- | ---- | ---- | ---- |
| Einwohner | 2035 | 2024 | 2134 | 2276 | 2752 | 3185 | 3570 | 4864 |

1793 hatte Graveson 1600 Einwohner. Trotz des wirtschaftlichen Aufschwungs ging bis 1841 die Einwohnerzahl auf 1447 leicht zurück. Von da an stieg sie in den nächsten zwanzig Jahren bis auf 1724 im Jahr 1861 an. Ab 1832 wurde auch Südfrankreich über Spanien von der Cholera erfasst; im August 1854 nahm die Darmkrankheit in der Nachbargemeinde Maillane epidemische Ausmaße an. In dieser Epoche erlebte Graveson einen Bevölkerungsrückgang bis auf 1570 Einwohner im Jahr 1881. In der Folgezeit stieg die Bevölkerung stetig an, auch die beiden Weltkriege hatten kaum größere Einflüsse auf die Bevölkerungsentwicklung. 1962 hatte die Gemeinde 2035 Einwohner. Seit einigen Jahren steigt die Einwohnerzahl stärker an, sodass sie in den Jahren nach 2010 deutlich über 4000 Bewohner hinausging.

### Bevölkerungsstruktur und Wohnungen
Von den 3836 Bewohnern im Jahr 2008 waren 1906 (49,7 %) männlich und 1930 (50,3 %) weiblich. 1015 (26,5 %) Einwohner waren 19 Jahre alt oder jünger, 509 (13,3 %) waren 65 Jahre alt oder älter. Im Jahre 2008 lebten 110 ausländische Staatsbürger in Graveson. Sie machen damit 2,9 % der Gesamtbevölkerung aus, was sowohl unter dem Durchschnitt der Provence-Alpes-Côte d’Azur (6,3 %), als auch unter dem französischen Durchschnitt (5,8 %) liegt.
2008 gab es 1702 Häuser und Wohnungen (1968: 733). Davon waren 1523 (89,5 %) als Erstwohnsitz genutzte Haushalte, 60 waren Zweitwohnsitze (3,5 %) und 118 (6,9 %) standen leer. Ein großer Teil der Haushalte (41,1 %) hatte fünf oder mehr Zimmer. 1,9 % der Haushalte hatte nur ein Zimmer. 424 (31,7 %) Wohnungen und Haushalte entstanden vor 1949. 47,6 % aller Häuser und Wohnungen wurden von ihren aktuellen Besitzern seit mindestens zehn Jahren bewohnt.

### Bildungs-, Lebens- und Einkommensstandards
Im Jahr 2008 hatten 23,7 % der nicht mehr in Ausbildung befindlichen Bevölkerung von Graveson über 15 Jahren einen höheren Bildungsabschluss, 10,2 % waren akademisch gebildet. Das ist etwas schlechter als der Durchschnitt des Départements Bouches-du-Rhône, wo 13,9 % Akademiker sind. Dafür hatten weniger als 18 % überhaupt keinen Abschluss, im Département hingegen 21,4 %.
Im gleichen Zeitraum hatten 8,2 % der Gravesoner über 15 Jahre einen Beruf in gehobener intellektueller Funktion (8,5 % in Bouches-du-Rhône), 14,9 % waren in mittleren Berufen tätig und 20,3 % waren Angestellte. 12,4 % waren Arbeiter (gegenüber 10,5 % in Bouches-du-Rhône). 2,8 % waren selbstständige Unternehmer. Gegenüber 1999 ist ein Anstieg des Bevölkerungsanteils in gehobenen Berufen festzustellen. Gleichzeitig stieg der Anteil der Pensionisten von 19,8 % im Jahre 1999 auf 22,6 % im Jahr 2008. Nur 55 Personen waren als Landwirte tätig, weniger als halb so viele wie noch im Jahr 1999.
Von den 2148 Haushalten in Graveson waren im Jahr 2008 1126 steuerpflichtig, was 52,4 % entspricht und 53,4 % im französischen Durchschnitt gegenübersteht. Das steuerpflichtige Netto-Haushaltseinkommen betrug 22.078 €, gegenüber knapp 18.700 € im nationalen Durchschnitt. Das steuertechnische Median-Haushaltseinkommen lag 2009 bei 17.936 €, womit Graveson auf dem 13877. Rang unter den 36.682 französischen Gemeinden liegt.

## Politik und Verwaltung
Während der Französischen Revolution (1789–1799) erhielt Graveson 1793 den Status einer Gemeinde und wurde Chef-lieu (Hauptort) eines Kantons. Sie gehörte zum Arrondissement Tarascon. 1801 bekam Graveson unter seinem heutigen Namen das Recht auf kommunale Selbstverwaltung und wurde in den Kanton Châteaurenard eingegliedert.
Die Mairie, das Rathaus, befindet sich am Cours National, dem zentralen Dorfplatz.
Weiterhin gehört Graveson zur Terre de Provence, die 1996 gegründet wurde und der noch neun weitere Gemeinden angehören. Der Hauptsitz der Communauté liegt in Eyragues und ihr Präsident ist der Bürgermeister, Michel Pécout. Auf Ebene der Communauté werden die Abfallentsorgung, sozialer Wohnungsbau, der Bau und die Instandhaltung von Straßen sowie der Betrieb von kulturellen und sportlichen Einrichtungen organisiert.

### Politische Tendenzen
Das politische Leben von Graveson ist konservativ bzw. rechtsnationalistisch geprägt. Bei den Parlamentswahlen von 2007 lag der Kandidat der Divers droite im ersten Wahlgang zwar knapp hinter dem Kandidaten der konservativen UMP, konnte jedoch den zweiten Wahlgang mit 60 % für sich bestimmen. 2002 war der UMP-Kandidat im zweiten Wahlgang noch mit 61 % vor dem Sozialisten Hervé Chérubini gewählt worden. In den Präsidentschaftswahlen 2007 vereinigte Nicolas Sarkozy 67 % der Stimmen im zweiten Wahlgang auf sich, während er im ersten Wahlgang 35 % der Stimmen (gegenüber 19 % für Ségolène Royal) erreicht hatte. 2002 hatte Jean-Marie Le Pen 30 %, Jacques Chirac 13 %, und Lionel Jospin 10 % erreicht. Bei den Präsidentschaftswahlen 2012 konnte das rechte Lager seine Dominanz noch ausbauen. 33 % stimmten für die Rechtsextreme Marine Le Pen, 29 % für Sarkozy (64 % im zweiten Wahlgang) und nur 17 % (zweiter Wahlgang: 36 %) für den späteren linken Präsidenten François Hollande.
Die rechtsextreme Front National erzielt in Graveson in der Regel einen hohen Stimmenanteil. Bei den landesweit stattfindenden Regionalwahlen im Jahr 2010 (Wahlbeteiligung in Graveson: 50,1 %) kam die FN auf 27,8 % (landesweit 11,4 %) und wurde stärkste Partei. In der zweiten Runde kam die Partei gegen die linken Parteien und die Konservativen auf 30,1 %. Das Linksbündnis entschied in Provence-Alpes-Côte d’Azur die Wahlen für sich und konnte überraschenderweise auch in Graveson mit 40,0 % der Stimmen gewinnen. In den Kantonalwahlen von 2004 erreichte die Kandidatin der UMP etwa 48 % der Stimmen, womit der Generalrat von den Konservativen besetzt wurde.
Die Einwohner von Graveson stimmten beim Referendum über die europäische Verfassung im Jahr 2005 mit 64 % für Nein. 63 % hatten 1992 den Maastricht-Vertrag abgelehnt. Bei der Europawahl 2009 erreichte die Liste UMP-Nouveau Centre 30,7 % der Stimmen, gegenüber 17,4 % für die Front National und 13,9 % für Europe Écologie. Die Europawahl 2014 brachte dem rechtsextremen FN mit 47,5 % Stimmenanteil große Zugewinne, während die UMP trotz nur noch 18,0 % Platz zwei belegte.

### Budget und Steuern
Das Gemeindebudget 2009 betrug 7.873.000 €. Davon waren 4,1 Millionen für laufende Ausgaben bestimmt und 3,7 Millionen für Investitionen. 37,38 % der laufenden Ausgaben wurden für das Personal aufgewendet. 249.000 € gingen als Subventionen an lokale Vereine. 1,51 Millionen der Einnahmen werden durch Kommunalabgaben finanziert. Die Gemeinde erhebt eine Wohnungssteuer von 18,15 % (gegenüber einem französischen Durchschnitt von 13,3 %), eine Grundsteuer für bebautes Land von 19,19 % (französischer Durchschnitt 18,88 %) und eine Grundsteuer für nicht bebautes Land von 39,98 % (französischer Durchschnitt 51,58 %). Die Gemeindeverschuldung erreichte im Jahr 2009 eine Höhe von 7.852.000 Euro, was einer Pro-Kopf-Verschuldung von 2.973 Euro entspricht.

### Wappen
| Wappen von Graveson | Wappenbeschreibung: Auf Rot ein silbernes Lothringerkreuz und drei goldene Punkte in der Anordnung 2;1. |

Der polnische König und Herzog von Lothringen, Stanislaus I. (1677–1766), besaß ein Jagdgebiet bei Graveson. Deshalb ist das Lothringer Kreuz Hauptbestandteil des Wappens der Gemeinde.
Graveson flaggt in rot-gelb, z. B. bei Festen hängen also rot-gelbe Fahnen in der Ortschaft.

### Städtepartnerschaft
Seit 1972 pflegt Graveson mit dem schweizerischen Thônex (Kanton Genf) eine Städtepartnerschaft.
Im Juni 1972 wurde der überzeugte Europäer Louis Ollietti für den Zeitraum von einem Jahr Präsident des Gemeinderats von Thônex. Zusammen mit zwei Freunden fasste er den Plan ins Auge, eine Städtepartnerschaft mit einer französischen Gemeinde einzurichten. Die Wahl fiel dabei auf Graveson. Bereits am 3. Juni 1972 konnte der damalige Bürgermeister von Thônex, Edmond Desjacques, in der Gemeinderatssitzung die Antwort seines Kollegen aus Graveson vorlesen, der den Wunsch einer Städtepartnerschaft teilte. Daraufhin akzeptierte der Gemeinderat in der Schweiz ohne Gegenstimme, bei einer Enthaltung, die Städtepartnerschaft grundsätzlich. Am 14. November 1972 nahmen beide Gemeinderäte am selben Tag die Vereinbarung über die Partnerschaft an. Die Bürgermeister Raoul Bonjean (Graveson) und John Pradervand (Thônex) weihten am 28. April 1979 gemeinsam die Place de Graveson („Gravesonplatz“) in Thônex ein. Dort steht ein Brunnen, auf dem die Wappen beider Gemeinden abgebildet sind. Am 5. September 1982 folgte der Gegenbesuch und die Einweihung der Place de Thônex in Graveson, mit einer Stele, wo ebenfalls die Wappen beider Gemeinden abgebildet sind. Seit 1973 finden regelmäßig Austausche verschiedener Art zwischen den beiden Gemeinden statt.

## Kultur und Sehenswürdigkeiten
Das Zentrum des Ortskerns bildet der Cours National mit dem kleinen Kanal La Roubine und einer Platanenallee.

### Bauwerke

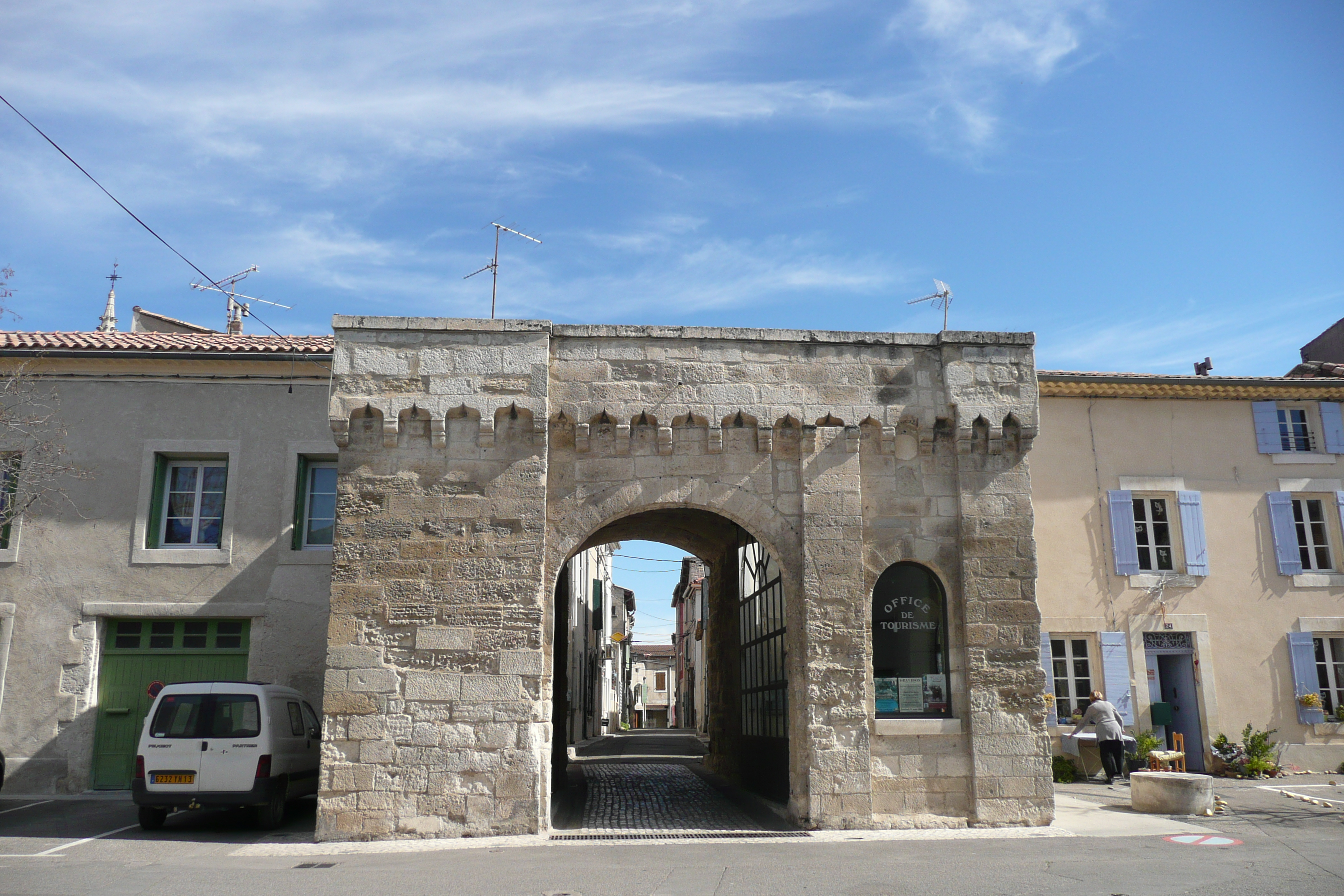
Graveson, Le Grand Portail

Den Zugang zum früheren Ortskern bildet das Grand Portail. Es ist das erhaltene Tor der ehemaligen Stadtbefestigung und stammt aus dem 14. Jahrhundert. Auf ihm befinden sich Wehrerker zur Verteidigung. Im Durchgang des Portals befindet sich auf der rechten Seite ein alter Brunnen. Das Stadttor wurde auf der Innenseite mit einem Fallgitter geschlossen, das nicht erhalten ist. Über eine Treppe, in der allerdings einige Stufen fehlen, kann man am Stadttor zur alten Stadtmauer hochsteigen.

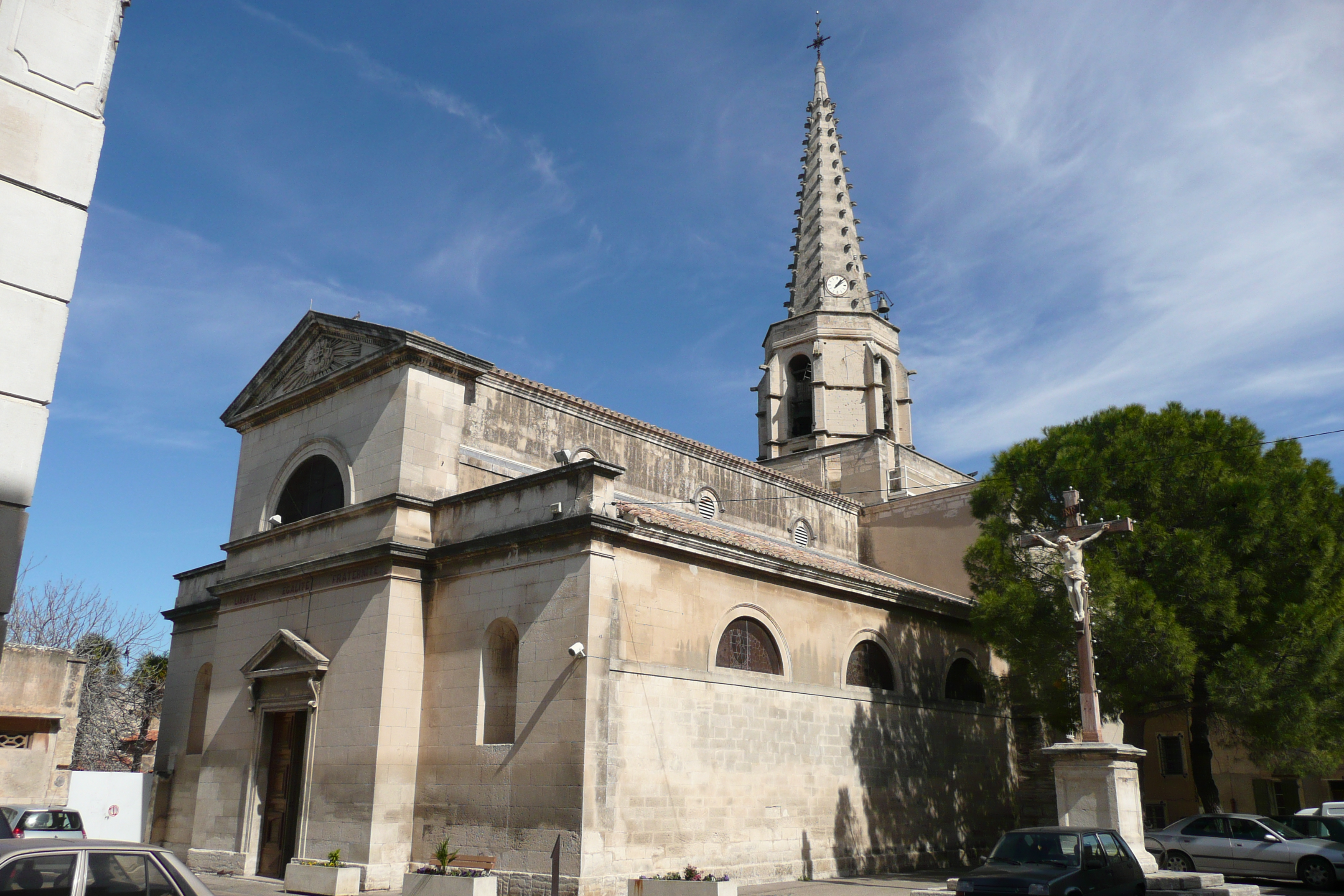
Kirche Mariä Geburt

Innerhalb der ehemaligen Mauern befindet sich die romanische Kirche Mariä Geburt (Nativité-de-Marie): Sie entstand bereits vor dem 11. Jahrhundert. Seitdem wurde sie häufig umgebaut, 2001 wurde sie renoviert. Sie enthält viele Gemälde aus dem 17. und 18. Jahrhundert. 1847 und 1848, nach der Zerstörung der Burg während der Französischen Revolution, wurde sie ausgebaut und damit eine der größten Kirchen des Départements. Durch den Umbau verschwanden das romanische Kirchenschiff aus dem 12. Jahrhundert und seine gotischen Seitenschiffe. Die beiden apsidalen Kapellen und der Chor blieben hingegen erhalten. Der Glockenturm stürzte beim Beben von Lambesc im Jahr 1909 ein. Die Kirche enthält mehrere historische Monumente: eine Statue des heiligen Josef mit Jesus im Kindesalter, eine Statue des heiligen Sebastian (beide aus dem 17. Jahrhundert), die Statue eines Apostels aus dem 15. Jahrhundert sowie eine Statue des Nikolaus mit drei Kindern (17. Jahrhundert). Der Chor ist durch Erlass vom 2. November 1926 ebenfalls als monument historique geschützt. Bis zum Ende des 17. Jahrhunderts befand sich der Friedhof Gravesons an der Kirche.
Weitere religiöse Bauwerke sind drei Kapellen und eine Prämonstratenserabtei: die Kapelle Saint-Sépulcre (französischer Name der Grabeskirche), die Kapelle von Cadillan und die Kapelle Saint-André de Bagalance. Besonders bekannt ist die Prämonstratenserabtei Saint-Michel-de-Frigolet. die allerdings bereits auf dem Gebiet der Gemeinde Tarascon steht.
Im Weiler Le Breuil befindet sich das Schloss Le Breuil. Es entstand vom 13. bis zum 15. Jahrhundert. Nahe dem Ortszentrum liegt die Winzergenossenschaft Magali aus dem Jahr 1924, die seit der Gründung mehrmals erweitert wurde.

### Museen

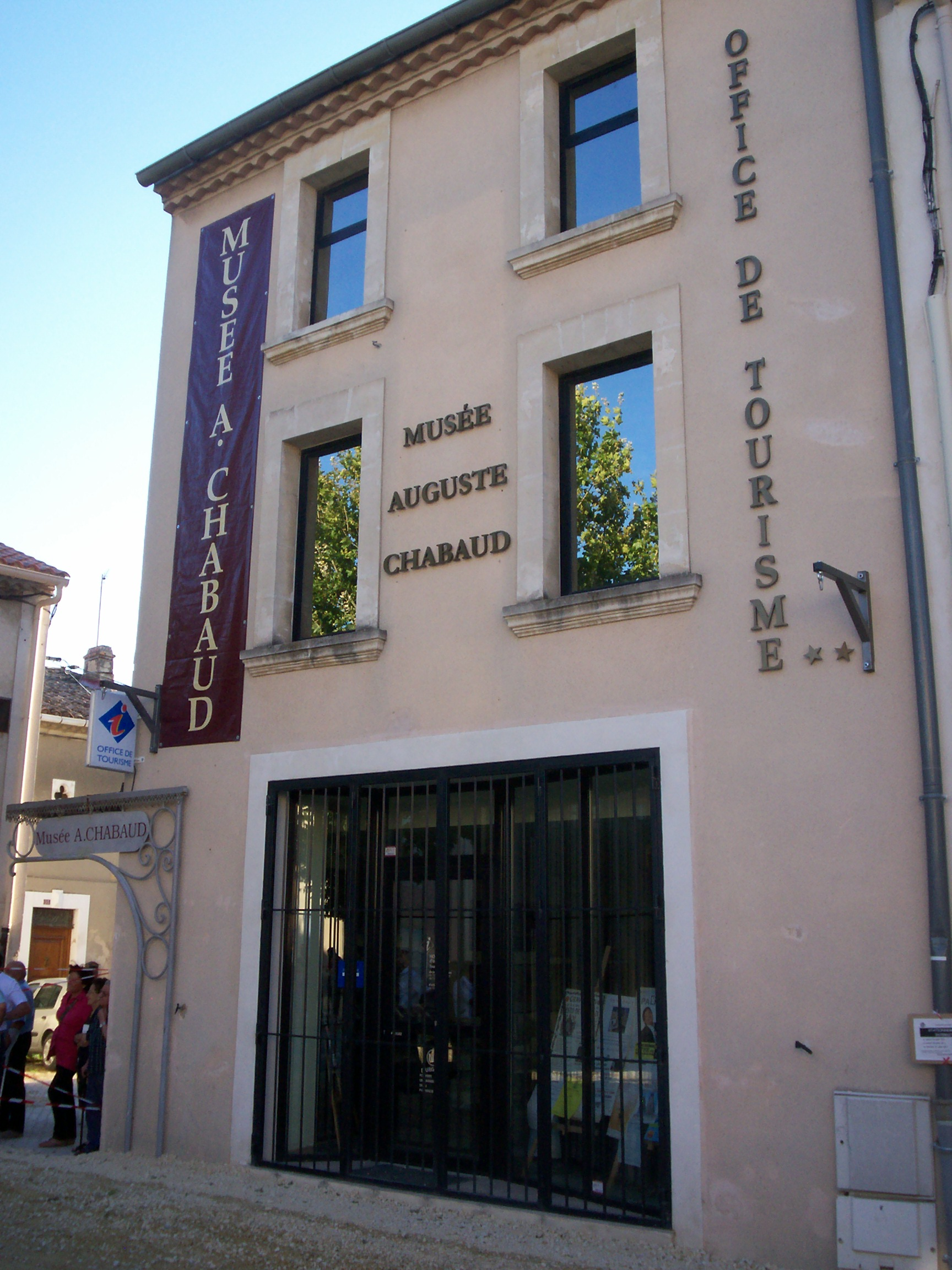
Das Chabaud-Museum

Außerhalb des Ortes befindet sich das Musée des Arômes et du Parfum (Museum der Aromen und des Parfums). Das Museum ist 365 Tage im Jahr geöffnet, auch an Sonn- und Feiertagen. Es liegt am Ancien Chemin d’Arles (Alte Straße nach Arles). In dem Museum sind zahlreiche Parfüms zu riechen und ihre Herstellung und Verpackung zu besichtigen, darunter Destillen aus dem 18. bis 20. Jahrhundert. Außerdem bietet das Museum sogenannte „Zen-Massagen“ an. Im Zentrum gibt es ein weiteres Museum, das  Musée Auguste Chabaud (Chabaud-Museum) über den Maler Auguste Chabaud am Cours National. Es wurde 1992 eröffnet.

### Kreuze
Über das ganze Gemeindegebiet verteilt gibt es etliche Wege- und Friedhofskreuze. In früherer Zeit fanden während der Bitttage religiöse Prozessionen statt, bei denen jedes Kreuz besucht wurde. Vor der Französischen Revolution gab es mehr als dreißig Kreuze, inzwischen gibt es nur noch vierundzwanzig. Der Aufbau der Kreuze ist meist sehr einfach, auf einem quadratischen Sockel steht eine Säule, auf der ein Eisenkreuz thront.
Einige der Kreuze wurden im 19. Jahrhundert restauriert oder komplett erneuert. Dazu gehört das Croix de la Meuille im Weiler La Meuille. Auch das Croix de la place Jean Jeanne im Zentrum Gravesons wurde im frühen 19. Jahrhundert erneuert. Das ursprüngliche Kreuz stammte aus dem 15. Jahrhundert. In unmittelbarer Nähe des Zentrums an der Avenue Frédéric Mistral steht das Croix du Petit Saint-Jean. Es ersetzte im frühen 19. Jahrhundert das gotische Croix Couverte, das in der Französischen Revolution zerstört worden war.
Die Wegekreuze wurden manchmal von den Besitzern der Gutshöfe aufgestellt, die hier Mas genannt werden. Das Croix du Mas des Issards wurde gegen Ende des 19. Jahrhunderts auf dem Grundstück des Mas an der Route d’Avignon an der Grenze des Gemeindegebiets zur Nachbargemeinde Rognonas aufgestellt. Das Croix du Mas d’Anselme wurde erst 1922 errichtet. Es hat einen sechseckigen Sockel, auf drei der sechs Seiten befindet sich eine Widmungsinschrift. Ein Croix du Mas de la Chapelle existiert seit dem 14. Jahrhundert. Das heutige Kreuz stammt aber aus dem 19. Jahrhundert. Es gehört zwar zum gleichnamigen Gutshof, liegt aber am Chemin Mas Musique. Im Park des Mas de Marin am Ancien Chemin d’Arles steht das Croix du Mas de Marin. Es wurde 1926 gestiftet.
Das älteste Kreuz von Graveson und eines der ältesten Flurkreuze der Gegend ist das Croix de la folie. Es steht an der Avenue Lieutenant Atger, der Straße nach Maillane. Es wurde bereits im 15. Jahrhundert als Croix de Stultitia urkundlich erwähnt. Stultitia war im 13. Jahrhundert der Name des Orts, an dem es steht. Im 18. Jahrhundert gab man dem Kreuz den Beinamen Croix de l’Aubarède. Ein weiteres altes Kreuz ist das Croix des Aréniers an der Kreuzung von Chemin des Aréniers und Chemin Saunier. Es ist ein mittelalterliches Kreuz, das im Laufe der Zeit mehrmals restauriert wurde und hat ein reich verziertes Metallkreuz. Auf dem Sockel befindet sich eine Inschrift mit der Jahreszahl 1720. Damals wurde das Kreuz restauriert.
Auf Grundstücken am Chemin de la Roulade stehen drei Kreuze. Das Croix de Cœur (auch Croix de Gramejan) steht auf steinigem Untergrund in der Nähe eines alten Arms der Durance. Den Namen Croix de Cœur verdankt es dem nahegelegenen Mas de Cœur. Das Croix du Règne wurde bereits im 15. Jahrhundert aufgestellt, seitdem jedoch mehrmals zerstört und erneuert. Auf dem Friedhof am Chemin de la Roulade wurde das dritte Kreuz 1890 aufgestellt. Ein dreistufiger Sockel stützt einen hohen Cippus mit mehreren Inschriften, darunter ein Gedicht des provenzalischen Dichters Joseph Roumanille.
Weitere Kreuze im Ortskern sind das Croix des arènes aus dem 17. Jahrhundert, das Croix d’Aubrespin oder Croix du Mas de la Croix, das sich in schlechtem Zustand befindet und das Croix des Aires oder Croix de Salome, das gegen Ende des 18. Jahrhunderts an anderer Stelle errichtet und später an seinen heutigen Standort gebracht wurde.
Am Cours National stehen zwei Kreuze, das etwa zwischen 1815 und 1817 aufgestellte Croix du Château oder Croix des Princes und das Croix du Grand Portail aus dem 18. Jahrhundert. Das Eisenkreuz des Croix du Château ist besonders reich verziert. Das Croix du Grand Portail markiert den Beginn des Viertels Lamanon. Sein Name leitet sich von seiner Lage ab, denn es steht direkt gegenüber dem ehemaligen Stadttor (Grand Portail).
An der Route des Palunettes stehen drei Kreuze. Das Croix de Brun oder Croix des Palunettes wurde nach dem Ersten Weltkrieg von der Familie Brun aufgestellt, da alle Familienmitglieder den Krieg wohlbehalten überstanden hatten. Das Friedhofskreuz Croix du Saint-Sépulcre stellt die Kreuzigung Jesu dar. Es wurde 1919 von drei Familien vor der Kapelle Saint-Sépulcre errichtet und markiert die Stelle an der sich der alte Friedhof der Kapelle befunden hatte. Das dritte Kreuz, das Croix de Jourdan, wurde von der Familie Brun im 19. Jahrhundert aufgestellt. Es ersetzte das Croix de Sire Jourdan Brun aus dem 16. Jahrhundert.
Direkt an der Kirche befindet sich das Croix de la place de l’église aus dem Jahr 1858. Sein Metallkreuz stellt die Kreuzigung Jesu dar. Wie das Croix du Saint-Sépulcre markiert es den Standort eines ehemaligen Friedhofs.
Das Croix de Cadillan oder Croix de Millet steht an der Route de Châteaurenard. Früher markierte es die Grenze Gravesons zum Weiler Cadillan. Das ursprünglich im 16. Jahrhundert entstandene Kreuz wurde während der Französischen Revolution zerstört. Dank einer Spende der Familie Millet konnte es 1903 erneuert werden. Die quadratische Säule wird von einem mit Akanthus-Blättern verzierten Kapitell beschlossen. Darüber befindet sich ein schmiedeeisernes Kreuz.
Das Croix de Saint-Pierre oder Croix du Redonneau an der Rue de Cascaveau entstand im 19. Jahrhundert als Ersatz für die kleine Kapelle Saint-Pierre, die während der Französischen Revolution zerstört worden war. 1996 wurde es vollständig restauriert. Es besteht aus einem abgeschrägten Sockel, einer schmalen Säule und einem verzierten Metallkreuz.
Erst 1955 entstand das Croix de la mission Graveson-Maillane. Es steht genau an der Grenze der beiden Gemeinden. Sein Sockel enthält eine Nische mit der Statue der heiligen Maria. Darüber befinden sich eine kurze quadratische Säule und ein kunstvolles Metallkreuz.

### Gärten und Parks
Der in kommunaler Trägerschaft befindliche Jardin de quatre Saisons (Vier-Jahreszeiten-Garten), eine zwei Hektar große Gartenanlage, kann kostenlos besucht werden. Der Garten ist in vier Bereiche aufgeteilt, von denen jeder für eine Jahreszeit steht. Er entstand 1999.
Die beiden früher öffentlich zugänglichen, privat angelegten parkähnlichen Gartenanlagen Aux Fleurs de l’Eau und Jardin du Mas Ferrand sind nicht mehr geöffnet.

### Bräuche und lokales Leben

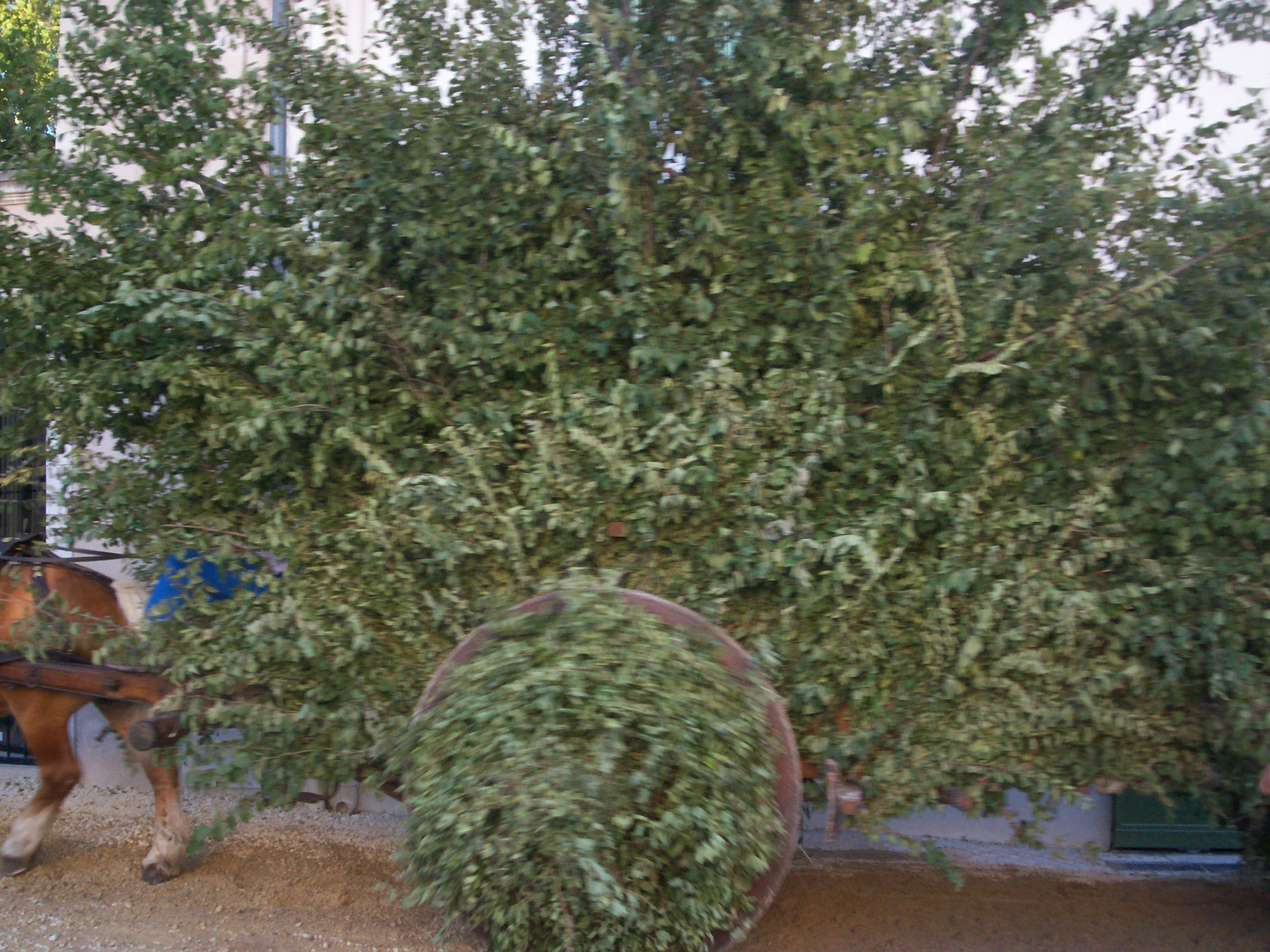
Carreto ramado beim Saint-Éloi-Fest in Graveson

Die Fête-Saint-Éloi findet am letzten Juliwochenende statt. Feste wie Saint-Éloi, Saint-Jean und Saint-Roch gehen bis ins 17. Jahrhundert zurück, was in den Nachbarorten Maillane und Châteaurenard belegt werden konnte. Solche Traditionen werden von Generation zu Generation weitergegeben und sind sehr bedeutend für den Erhalt der provenzalischen Sprache und der provenzalischen Trachten. Saint-Éloi, ursprünglich Schutzpatron der Schmiede, wurde später auch zum Schutzpatron der Bauern und Pferdezüchter. Diesem Heiligen zu Ehren findet jährlich der Reiterzug mit der Carreto ramado, einem mit Grün geschmückten Wagen, statt. Die Pferde bewegen sich in einer Reihe. Während des Galopps nehmen zwei Dutzend Pferde an dem Umzug teil, im Schritt bis zu fünfzig. Jedes Pferd wird von einem Mitglied der Saint-Éloi-Bruderschaft geführt und von einer Frau oder einem Mädchen in traditioneller provenzalischer Tracht geritten. Über den ganzen Sommer verteilt findet dieses Fest in verschiedenen Dörfern zwischen Rhône, Durance und Alpillen statt.
Ende August und Anfang September findet ein Malerfest statt: Künstler bemalen die Wände des Dorfes, die Gemälde werden später bewertet. Erstmals durchgeführt wurde das Fest Pictural & Mural 2005. Dort bekommen jungen Künstler die Chance, sich zu präsentieren. Diese Veranstaltung, an der etwa siebzig Künstler teilnehmen, wird von einem lokalen Künstlerverein organisiert. Die Briefkästen wurden ebenfalls von lokalen Künstlern bemalt.
Der Corso von Graveson ist ein weiteres Volksfest, das an zwei Wochenenden im Februar stattfindet. Es ist vergleichbar mit dem deutschen Karneval: Es gibt einen Umzug mit thematischen Wagen. Das Fest zieht jedes Jahr fast dreitausend Besucher an.
Die im November 1999 in Graveson gegründete Organisation C.R.E.D.D.’O. Oustau di Petit setzt sich für den Erhalt der Bräuche und der provenzalischen Kultur ein. Am 21. September 2002 eröffnete sie in Graveson ihr öffentliches Zentrum. Sie organisiert ganzjährig Ausstellungen, Lesungen provenzalischer Bücher und weitere kulturelle Aktionen.
In Graveson werden Santons – provenzalische Krippenfiguren – hergestellt und verkauft. Es gibt außerdem eine alte Kerzenfabrik. Diese stellt heute neben Kerzen auch Heilige und Zikaden aus Wachs her.
Im Dorfzentrum finden sich neben einer Bank Lebensmittelläden, Cafés und einige weitere Läden. Der Dorfmarkt findet jeden Freitag zwischen Mai und Oktober von 16 bis 20 Uhr statt. Von Juni bis Oktober gibt es am jeweils letzten Freitag des Monats einen thematischen Markt. Der wöchentliche Markt wird von rund zwanzig ortsansässigen Landwirten beliefert. Er beschränkt sich weitgehend auf Lebensmittel. Das erklärte Ziel des Marktes ist, den Kunden die regionalen und saisonalen Produkte wieder näher zu bringen. Alle verkauften Produkte kommen am Verkaufstag vom Produzenten. Am zweiten Dezemberwochenende findet ein Weihnachtsmarkt statt.

#### Stierkampf
Im Juli 1800 wurde ein Stierkampf in Graveson erstmals erwähnt. Auf dem Kataster von 1830 ist ein von Mauern umgebenes Gehege für die Stiere zu sehen. Daraus entstand später die heutige Stierkampfarena. Bis 1994 war sie in Privatbesitz, mittlerweile gehört sie aber der Gemeinde. Der Club Taurin führt die Veranstaltungen durch. Die Arena befindet sich im Südosten des Ortes. Im Süden wird sie von der hinteren Fassade eines Hofes begrenzt. Sie ist im Süden und im Osten mit Bänken für die Zuschauer ausgestattet. Im Norden gibt es verschiedene Räumlichkeiten, darunter eine Krankenstation. Der Stall für die Stiere befindet sich in der Nordostecke. Der Eingang liegt in der Südwestecke.

#### Graveson in Film und Fernsehen
Ein Großteil des 1972 entstandenen Films Les Fous du stade von Claude Zidi spielt in Graveson. Die Szenen wurden zwischen März und Mai 1972 gedreht. Im Film soll die olympische Fackel den Ort passieren.
Die 2011 erschienene Neuverfilmung des Films La Fille du puisatier (Die Tochter des Brunnenbauers) wurde in verschiedenen Orten der Provence gedreht, darunter in Graveson.

## Wirtschaft und Infrastruktur
Graveson hat eine eigene Feuerwehr, das Comité Communal Feux de Forêt de Graveson (C.C.F.F.).

### Wirtschaft
Neben dem aufstrebenden Tourismus und der Landwirtschaft steigt auch die Zahl der Handwerker und Kaufleute stetig an.
Beschäftigte nach Sektor: In der Landwirtschaft arbeiten 55 Personen; 176 sind selbstständig; 243 sind Unternehmer mit Hochschulabschluss; 443 arbeiten in Mittelstandsberufen; 603 arbeiten als Angestellte; 369 arbeiten in Arbeiterberufen. Insgesamt gibt es 674 Rentner; weitere 415 Personen sind aus anderem Grund ohne festen Erwerb. Von den Beschäftigten, die in Graveson wohnen, arbeiteten 2008 jedoch nur 26,3 Prozent in ihrer Heimatgemeinde. Weitere 39,8 Prozent arbeiteten in einer anderen Gemeinde des Départements. Ein Beschäftigter hatte eine Arbeitsstelle im Ausland.
Die in Graveson ansässige Coopérative la Montagnette ist eine Genossenschaft für Obst- und Gemüsebauern.
Der Untergrund Gravesons ist wirtschaftlich nutzbar.: Im Tal Les Aréniers, westlich des Ortskerns, bestanden in früheren Zeiten Sand- und Kiesgruben.
Gewerbegebiet Pôle du Sagnon
Auf dem Gemeindegebiet von Graveson, an der Nationalstraße 570, befindet sich das 37 Hektar große Gewerbegebiet Pôle du Sagnon. Es liegt direkt an der Gemeindegrenze zu Barbentane bzw. Rognonas.
1996 wurde die Eignung des Geländes als Gewerbegebiet erforscht. Im April 1999 wurde es in eine Zone d’Aménagement Différé umgewandelt. 2003 erklärte der Gemeindeverband Communauté de communes Rhône Alpilles Durance, dem Graveson damals angehörte, gemeinschaftliches Interesse an dem Industriegebiet. 2005 wurde die Infrastruktur angepasst (Klärung der Wasserrechte, Bau eines Kreisverkehrs, Informierung der Bevölkerung u. a.). 2006 begann schließlich die Umsetzung des eigentlichen Vorhabens, das Land wurde endgültig erworben. 2008 konnten die ersten Grundstücke an Interessenten verkauft werden. Anfang 2009 begannen die ersten Unternehmen mit dem Bau. Mit einer Feier am 30. April 2010 wurde das Gewerbegebiet in Betrieb genommen. Anwesend waren unter anderem als Geldgeber für das Projekt der Unterpräfekt des Arrondissements und Vertreter des Generalrats und des Regionalrats.
50 Unternehmen sollen sich im Gewerbegebiet ansiedeln. Ein Quadratmeter Grundstücksfläche kostet durchschnittlich etwa 50 Euro.

### Verkehr
Graveson wird von der ehemaligen Nationalstraße 570, welche von Avignon nach Arles führt, von Norden nach Süden durchschnitten. Sie trägt jetzt die Nummer Départementale 570N. Auf Höhe des ehemaligen Bahnhofs zweigt die D 970 in Richtung Tarascon ab. Die Straße D 29 führt nach Châteaurenard, während die Straße D 5 Graveson mit Maillane und Saint-Rémy-de-Provence verbindet. In der Nähe von Graveson verlaufen die Autobahnen A 7 und A 9.

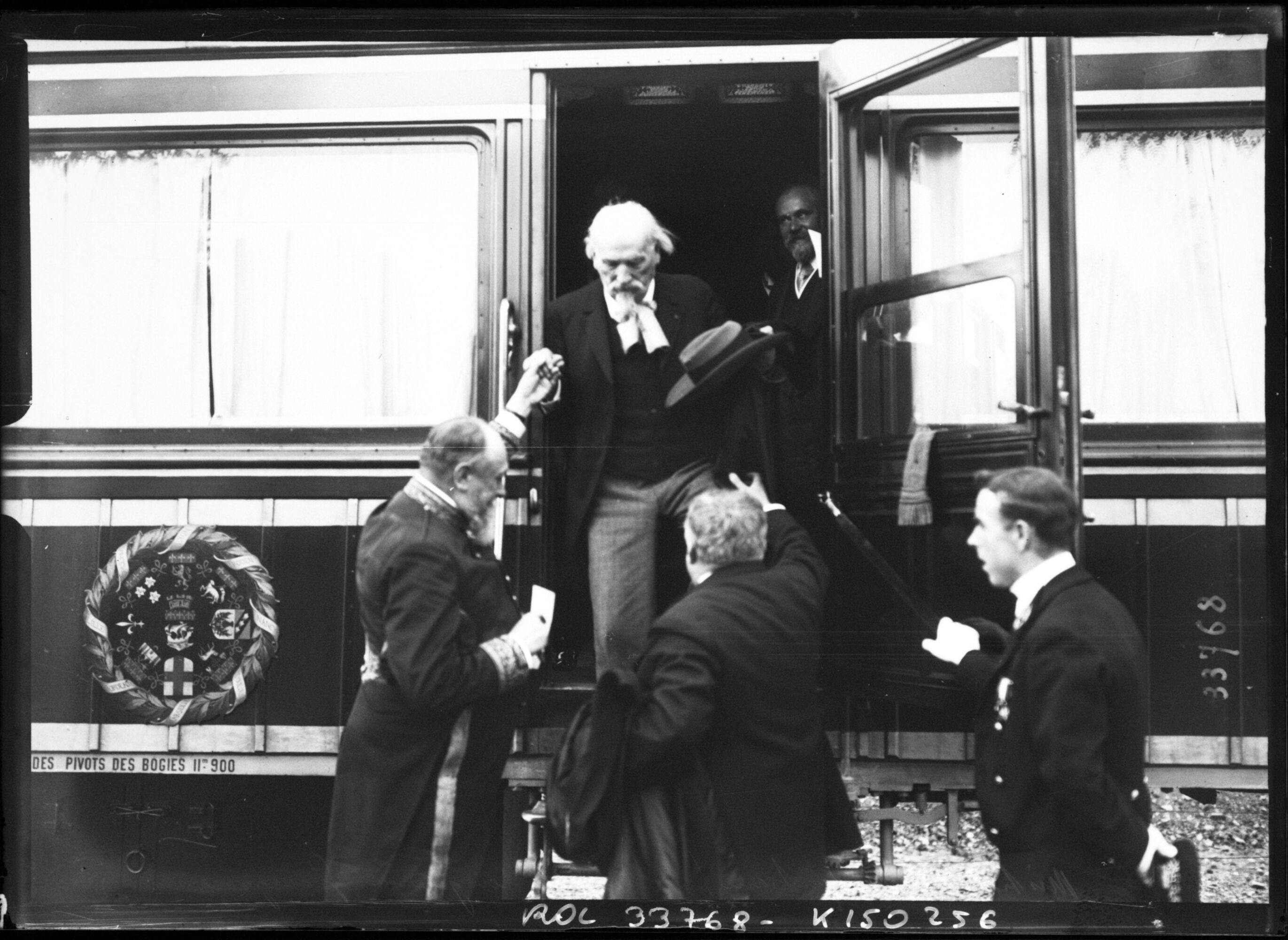
Frédéric Mistral 1913 am Bahnhof von Graveson

Der Bahnhof von Graveson liegt an der Ligne Impériale, einer Strecke von Paris über Lyon nach Marseille. Er liegt direkt am Fuß der Montagnette. Mittlerweile ist der Bahnhof für den Verkehr gesperrt. Der Streckenabschnitt Barbentane-Saint-Chamas, an dem sich der Bahnhof befindet, wurde am 18. Oktober 1847 durch die Compagnie du chemin de fer de Marseille à Avignon in Betrieb genommen. Später gehörte Graveson der Compagnie des chemins de fer P.L.M. Am 14. Oktober 1913 hielt der damalige französische Präsident Raymond Poincaré auf dem Rückweg aus Spanien am Bahnhof von Graveson, um Frédéric Mistral zu treffen, den er zu einem Bankett in seinem Zug bat. Am 8. Mai 1960 ging die neue Oberleitung auf der Strecke von Tarascon nach Avignon in Betrieb. Da der Bahnhof in unmittelbarer Nähe zur Aussiedlung Cadillan liegt, wird er auch als Station de Cadillan bezeichnet.
Jeden Mittwoch fahren Busse der Linie 57A über Graveson nach Avignon und wieder zurück. Für die Strecke benötigen sie 35 beziehungsweise 30 Minuten. Ansonsten bleibt nur die Möglichkeit, ein Taxi zu benutzen.
Der nächstgelegene Flughafen ist der zwölf Kilometer entfernte Flughafen Avignon, zu dem jedoch keine direkte öffentliche Verbindung besteht.
Durch die Lage nahe Saint-Rémy, Avignon und Arles und einen guten Zugang zu den wichtigen Verkehrsachsen der Départements Bouches-du-Rhône, Vaucluse und Gard ist Graveson bei Touristen beliebt.

### Bildung
Der Nonnenorden Sœurs de la Présentation de Marie eröffnete 1855 eine katholische Privatschule in Graveson. 1889 wurde die katholische Schule eingeweiht. 1905 erfolgte in Frankreich die Trennung von Staat und Kirche. Erst 1984 begann die Koedukation, die gemeinsame Erziehung von Jungen und Mädchen.
Heute gibt es in Graveson drei Bildungseinrichtungen. Dazu zählt ein Kindergarten und zwei Grundschulen. Mit der École maternelle publique de Graveson befindet sich in Graveson ein öffentlicher Kindergarten. Die École primaire privée Jeanne d’Arc ist eine private Grundschule. Bei der zweiten Grundschule, der École primaire publique Graveson handelt es sich jedoch um eine öffentliche Schule.
In der Nachbargemeinde Châteaurenard gibt es zwei Collèges, das Collège Roquecoquille und das Collège Saint-Joseph. Die Lycées sind weiter entfernt: In Arles gibt es sechs, in Tarascon eins, in Saint-Rémy-de-Provence ebenfalls eins, in Avignon gibt es fünfzehn Lycées.

### Tourismus
In Graveson gibt es drei Hotels (Moulin d’Aure, Cadran Solaire und Mas des Amandiers), zwei Gasthäuser (Mas de Saint-Jean und Mas de Saint-Pons), sechs einfache Fremdenzimmer, vierzehn Ferienwohnungen und den 1996 gegründeten Drei-Sterne-Campingplatz Les Micocouliers. Dieser verfügt über 65 Plätze und einen Pool und ist einen Kilometer vom Dorfzentrum entfernt.

### Sport
Im September 2001 entstand in Graveson der Rugby-Verein La soule gravesonnaise. Nur zwei Jahre später, am 11. Mai 2003, feierte der Club seinen bislang größten Erfolg: In Les Angles sicherte sich die Mannschaft vor fast 800 mitgereisten Anhängern gegen eine Mannschaft aus Robion mit 52:18 den Titel „Provence-Meister“. Im folgenden Jahr scheiterte die Titelverteidigung erst im Finale gegen eine Mannschaft aus Saint-Rémy. Zu dieser Zeit richtete der Verein erstmals das sogenannte Montagnetteturnier aus, an dem fast 500 Kinder und Jugendliche teilnahmen. Seither verfügt der Verein über eine besonders große Jugendabteilung und richtet regelmäßig das Montagnetteturnier aus.
Außerdem gibt es in Graveson einen Tennis- und einen Squashverein. Die Vétérans de Graveson entstanden Ende der 1980er-Jahre. Seit 1997 sind sie ein offizieller Fußballverein.

## Persönlichkeiten
In Graveson lebte in Zurückgezogenheit auf dem Hof seiner Großeltern seit 1919 Auguste Chabaud, ein Maler der klassischen Moderne und des Fauvismus; er starb dort 1955. Neben Szenen aus dem Landleben in der Provence malte er auch Szenen aus dem Pariser Nachtleben. Chaubauds Zeitgenosse, der Maler Alfred Lesbros aus Montfavet, wirkte ebenfalls in Graveson und hatte regelmäßig Kontakt zu Chabaud.

## Belege
1. 1 2  Louis de Bresc: Armorial des communes de Provence. ou Dictionnaire géographique et héraldique. Bachelin de Florenne, Paris 1866, S. 134 (französisch, Volltext in der Google-Buchsuche).
2. 1 2 3 4 5 6  Graveson. Towns and Villages – by Provence Beyond. In: Provence Beyond. Russ Collins, abgerufen am 12. November 2011 (englisch).
3. ↑  Jean-Louis Bayol: Graveson. (PDF; 1,6 MB) Tourisme 2010. In: cheminsprovenceprestige.fr. Archiviert vom Original (nicht mehr online verfügbar) am 28. Februar 2018; abgerufen am 12. November 2011 (französisch).
4. ↑  La Base Gaspar. In: Prim.net. Ministère de l’Écologie du Développement durable, des Transports et du Logement, archiviert vom Original (nicht mehr online verfügbar) am 5. März 2016; abgerufen am 12. November 2011 (französisch).
5. ↑  Inondations du Rhône et de ses Principaux Affluents de Décembre 2003 en aval de Viviers dans les Départements de la Drôme, de l’Ardèche, du Gard, du Vaucluse et des Bouches-du-Rhône. (PDF; 2,9 MB) In: languedoc-roussillon.ecologie.gouv.fr. S. 15–17, archiviert vom Original (nicht mehr online verfügbar) am 16. August 2014; abgerufen am 11. September 2012 (französisch).
6. ↑  Orages. alertes maintenues après les premières intempéries. In: la Provence. 7. September 2010, ehemals im Original (nicht mehr online verfügbar); abgerufen am 12. November 2011 (französisch). (Seite nicht mehr abrufbar. Suche in Webarchiven)
7. ↑  Les infos locales. In: agricultures & territoires. Chambre d’Agriculture Bouches-du-Rhône, archiviert vom Original (nicht mehr online verfügbar) am 3. Mai 2015; abgerufen am 12. November 2011 (französisch).
8. 1 2  La ville de Graveson. In: Annuaire-Mairie.fr. Abgerufen am 12. November 2011 (französisch).
9. 1 2 3 4  Graveson. In: HolidayCheck.fr. Archiviert vom Original (nicht mehr online verfügbar) am 31. August 2014; abgerufen am 12. November 2011 (französisch).
10. ↑  Weather Graveson. Climat Graveson. Temperature Graveson. In: weatherclimat.com. Ehemals im Original (nicht mehr online verfügbar); abgerufen am 12. November 2011 (englisch). (Seite nicht mehr abrufbar. Suche in Webarchiven)
11. ↑  P. Arcelin: Entre Salyens, Cavares et Volques: peuplement protohistorique et dynamique culturelle dans la région Alpilles-Montagnette, in: F. Gateau, M. Gazenbeek (Hrsg.): Les Alpilles et la Montagnette, Paris, Académie des Inscriptions et Belles-Lettres, 1999, S. 61–78, hier: S. 66.
12. ↑  Diesen Zeitraum nennen Patrice Arcelin und Philippe Gruat: La France du Sud-Est (Languedoc-Roussillon, Midi-Pyrénées, Provence-Alpes-Côte d'Azur), in: Gallia 60 2003| 169–241, hier: S. 193.
13. ↑  Y. Ardagna, C. Rigeade, L. Lalys, P. Adalian, W. Devriendt, P. Ferrando, P. Arcelin, M. Signoli: Le site de la Roque (Graveson, Bouches-du-Rhône), données paléodémographiques et paléopathologiques, in Y. Ardagna, G. Böetsch, O. Dutour, L. Lalys, M. Signoli (Hrsg.): Actes du XXVe colloque du GALF, « L’homme et ses images » Marseille 16-18 juillet 2001, Marseille 2005, S. 317–324.
14. ↑  Jean-Louis Brunaux, Patrice Arcelin: Sanctuaires et pratiques cultuelles. L'apport des recherches archéologiques récentes à la compréhension de la sphère religieuse des Gaulois, in: Gallia 60 2003| 243–247, hier: S. 245 f.
15. ↑  Theodor Schiede: Handbuch der europäischen Geschichte. Europa im Wandel von der Antike zum Mittelalter, Stuttgart: Klett-Cotta, 1976, S. 240 nennt das Jahr 476, Herwig Wolfram: Die Goten. Von den Anfängen bis zur Mitte des sechsten Jahrhunderts; Entwurf einer historischen Ethnographie, München: Beck 2001, S. 190 bevorzugt das Jahr 473.
16. ↑  Herwig Wolfram: Die Goten. Von den Anfängen bis zur Mitte des sechsten Jahrhunderts; Entwurf einer historischen Ethnographie, München: Beck 2001, S. 293.
17. ↑  Corpus Inscriptionum Latinarum XII, 1 029.
18. ↑  Jean Pierre Devroey: Elaboration et usage des polyptyques. Quelques éléments de réflexion à partir de l’exemple des descriptions de l’Église de Marseille (VIIIe–IXe siècles), in: Dieter Hägermann, Wolfgang Haubrichs, Jörg Jarnut (Hrsg.): Akkulturation, Berlin: de Gruyter 2004, S. 436–472, hier: S. 473.
19. ↑  F Benoit: Aix-en-Provence (région Sud), in: Gallia 22,2 1964| 573–610, hier: S. 578.
20. ↑  Georges de Manteyer: Les Chartes du pays d’Avignon, Mäcon 1914.
21. ↑  Michel Fixot: La Provence de Gregoire de Tours a l’an mille, in: La Provence des origines a l’an mil, hgg. v. Paul-Albert Fevrier u. a., Rennes: Editions Ouest-France, 1989.
22. ↑  Georges de Manteyer: La Provence du premier au douzième siècle, Paris 1908, S. 373.
23. ↑  GRAVESON – 13690 – Bouches-du-Rhône – Pays d’Avignon. In: Luberonweb. Archiviert vom Original (nicht mehr online verfügbar) am 20. Juni 2010; abgerufen am 12. November 2011.
24. 1 2 3 4  Christophe de Villeneuve: Statistique du Département des Bouches-du-Rhône. Publiée d’après le voeu du conseil général du Département. Band 2. Ricard, 1824, S. 443, 739, 742, 1051, 1074–1076, 1162, 1180 (französisch, Volltext in der Google-Buchsuche).
25. ↑  Bettina Grosse de Cosnac: Die Grimaldis. Geschichte und Gegenwart der Fürstenfamilie von Monaco. Lübbe, 2007, ISBN 978-3-404-61620-6, S. 18.
26. ↑  Raoul Busquet: Les fonds des archives départementales des Bouches du Rhône. (PDF; 13 kB) In: jean.delrieux.free.fr. 1939, abgerufen am 12. November 2011 (französisch).
27. ↑  Émile Perrier: Armorial des Chevaliers du Croissant. Valori (Gabriel III de). In: Héraldique-Blasons-Armoiries.com. 1906, abgerufen am 12. November 2011 (französisch).
28. ↑  Château de Puyricard. In: Châteaux en France. Abgerufen am 12. November 2011 (französisch).
29. ↑  Généalogie des familles nobles. (PDF; 230 kB) In: jean.gallian.free.fr. Abgerufen am 12. November 2011 (französisch).
30. ↑  Henri J.-G. de Milleville: Armorial historique de la Noblesse de France. Recueilli & rédigé par un comité. D’Amyot, Paris 1858, S. 20+38 (französisch, Volltext in der Google-Buchsuche).
31. ↑  Louis de La Roque: Armorial de la noblesse de Languedoc…. Généralité de Montpellier. Band 1, 1860, S. 429 (französisch, Digitalisat auf Gallica).
32. ↑  Danièle Iancu-Agou: L'expulsion des Juifs de Provence et de l’Europe méditerranéenne (XVe-XVIe siècles). Exils et conversions. Université Paul Valéry, Paris, Löwen: Peeters Publishers, 2005, S. 43 f.
33. ↑  Gustave Lambert: Histoire des guerres de religion en Provence (1530–1598), Bd. 2, Toulon 1870, S. 232 f.
34. ↑  Anna Bernard: Die Revokation des Edikts von Nantes und die Protestanten in Südostfrankreich (Provence und Dauphiné) 1685–1730. München: Oldenbourg 2003.
35. ↑  Seite über das Schloss von Barbentane
36. ↑  Joseph Roman (1840–1924): Généalogie de la famille Amat. Impr. de F. Allier père et fils, Grenoble 1890, S. 17, 28 f., 44–47, 49 f. (Digitalisat auf Gallica). (französisch)
37. ↑  Scipion Du Roure (1858–1924): Les maintenues de noblesse en Provence. Impr. générale du Sud-Ouest, Bergerac 1923, S. 159, 163, 172–174, 263, 270 (Digitalisat auf Gallica). (französisch)
38. ↑  James Lowth Goldsmith: Lordship in France, 1500-1789, Peter Lang 2005, S. 180.
39. ↑  James Lowth Goldsmith: Lordship in France, 1500–1789, Peter Lang 2005, S. 185.
40. ↑  Jean-Joseph Expilly: Dictionnaire Géographique, Historique Et Politique Des Gaules Et De La France. F – K. Band 3. Desaint & Saillant, Paris 1764, S. 658 (französisch, Volltext in der Google-Buchsuche).
41. ↑  Gwynne Lewis, Colin Lucas: Beyond the Terror: Essays in French Regional and Social History 1794–1815, Cambridge University Press 2003, S. 188.
42. ↑  C. Lourde: Histoire de la Révolution à Marseille et en Provence. depuis 1789 jusqu’au consulat. Band 3. Senés, Marseille 1839, S. 408 (französisch, Volltext in der Google-Buchsuche).
43. ↑  Un Vieux Marseillais: Esquisses historiques. Marseille depuis 1789 jusqu’en 1815. Band 2. Marius Olive, Marseille 1844, S. 446, 452 (französisch, Volltext in der Google-Buchsuche).
44. ↑  Aimé Guillon: Les martyrs de la foi pendant la révolution française. ou Martyrologe des pontifes, prêtres, religieux, religieuses, laïcs de l’un et l’autre sexe, qui périrent alors pour la foi. Band 4. Germain Mathiot, Paris 1821, S. 402 (französisch, Volltext in der Google-Buchsuche).
45. ↑  Martyrologe du clergé franc̜ais pendant la revolution. ou Liste alphabétique des ecclésiastiques de tout rang, et des religieuses qui sont morts pour la religion catholique, pendant la tourmente révolutionnaire. au bureau du journal des villes et des campagnes, Paris 1840, S. 351 f. (französisch, Volltext in der Google-Buchsuche).
46. ↑  Gwynne Lewis, Collin Lucas: Beyond the Terror. Essays in French Regional and Social History 1794–1815. Cambridge University Press, 2003, ISBN 978-0-521-89382-4, S. 158, 168–174, 185 f. (eingeschränkte Vorschau in der Google-Buchsuche). (englisch)
47. ↑  Roger Livet: Habitat rural et structures agraires en Basse-Provence, Aix: Ophrys, 1962, S. 101.
48. ↑  Emissions Bleu Provence Maître A cappella (Memento des Originals vom 12. August 2014 im Internet Archive)  Info: Der Archivlink wurde automatisch eingesetzt und noch nicht geprüft. Bitte prüfe Original- und Archivlink gemäß Anleitung und entferne dann diesen Hinweis. (französisch)
49. ↑  Gérard Chastagnaret, Philippe Mioche: Histoire industrielle de la Provence. Actes du colloque de juin 1996, Publications de l’université de Provence, 1998, S. 36.
50. ↑  Thefullwiki.org. Archiviert vom Original (nicht mehr online verfügbar) am 4. März 2016; abgerufen am 24. November 2011 (französisch).  Info: Der Archivlink wurde automatisch eingesetzt und noch nicht geprüft. Bitte prüfe Original- und Archivlink gemäß Anleitung und entferne dann diesen Hinweis.
51. ↑  Chars-français.net. Ehemals im Original (nicht mehr online verfügbar); abgerufen am 24. November 2011 (französisch). (Seite nicht mehr abrufbar. Suche in Webarchiven)
52. ↑  Einen Überblick über die alliierten Operationen in der Provence bietet Paul Gaujac: La guerre en Provence, 1944–1945. Une bataille méconnue, Presses universitaires de Lyon, 1998.
53. ↑  Ernest Nègre: Toponymie générale de la France. 1990, S. 255 (französisch, Volltext in der Google-Buchsuche).
54. 1 2 3 4  Les Croix. In: Pays Arles.org. Archiviert vom Original (nicht mehr online verfügbar) am 17. August 2014; abgerufen am 12. November 2011 (französisch).
55. 1 2 3  Die Gemeinde auf cassini.ehess.fr
56. ↑  Rita Henss: Provence. In: DuMont Bildatlas. Band 115. DuMont Reiseverlag, 2010, ISBN 978-3-7701-9268-7, S. 56–59 (eingeschränkte Vorschau in der Google-Buchsuche).
57. ↑  Neville Walker, National Geographic Society: Provence Spirallo Reiseführer. Magazin. Infos und Tipps. Touren. Reiseatlas. Hrsg.: Pam Stagg. Mair Dumont Spirallo, 2009, ISBN 978-3-8297-3271-0, S. 57 (eingeschränkte Vorschau in der Google-Buchsuche).
58. ↑  Cholera Seuchengeschichte. Abgerufen am 24. November 2011.
59. ↑  La Petite Gazette Généalogique – Le Cholera. Archiviert vom Original (nicht mehr online verfügbar) am 23. Februar 2006; abgerufen am 11. September 2012 (französisch).
60. ↑  Jacques Bainville: La Revue universelle, Bd. 1, S. 432. Plon-Nourrit, Paris, 1920.
61. 1 2 3  Résultats du recensement de la population 2008 – Graveson. In: recensement.INSEE.fr. Archiviert vom Original (nicht mehr online verfügbar) am 13. November 2012; abgerufen am 12. November 2011 (französisch).
62. ↑  INSEE: Étrangers en 2008 : comparaisons régionales, abgerufen am 5. November 2011.
63. 1 2  INSEE: Graveson – Chiffres clés, Évolution et structure de la population (Memento vom 16. August 2014 im Internet Archive) (PDF; 729 kB), abgerufen am 5. November 2011.
64. 1 2  INSEE: Bouches-du-Rhône – Chiffres clés, Évolution et structure de la population (Memento vom 5. Januar 2012 im Internet Archive) (PDF; 760 kB), abgerufen am 5. November 2011.
65. ↑  INSEE: CC-Résumé statistique/com,dep,zone empl (Memento vom 4. Juni 2012 im Webarchiv archive.today), abgerufen am 5. November 2011.
66. 1 2 3  Graveson. In: CC-Rhonealpillesdurance. Archiviert vom Original (nicht mehr online verfügbar) am 23. März 2010; abgerufen am 12. November 2011 (französisch).
67. ↑  Französisches Innenministerium: Résultats des élections législatives 2007 à Graveson, abgerufen am 4. November 2011.
68. ↑  Französisches Innenministerium: Résultats des élections législatives 2002 à Graveson, abgerufen am 4. November 2011.
69. ↑  Französisches Innenministerium: Résultats des élections présidentielles 2007 à Graveson, abgerufen am 4. November 2011.
70. ↑  Französisches Innenministerium: Résultats des élections présidentielles 2002 (Memento des Originals vom 16. Mai 2012 im Internet Archive)  Info: Der Archivlink wurde automatisch eingesetzt und noch nicht geprüft. Bitte prüfe Original- und Archivlink gemäß Anleitung und entferne dann diesen Hinweis., abgerufen am 4. November 2011.
71. ↑  Französisches Innenministerium: Résultats par commune – Graveson, abgerufen am 24. August 2012.
72. ↑  Ergebnisse der Regionalwahlen 2010 in Graveson
73. ↑  Französisches Innenministerium: Résultat de référendum de 2005 à Graveson, abgerufen am 4. November 2011.
74. ↑  Französisches Innenministerium: Résultat de référendum de 1992 à Graveson, abgerufen am 4. November 2011.
75. ↑  Französisches Innenministerium: Résultats des élections Européennes 2009 à Graveson, abgerufen am 4. November 2011.
76. ↑  Compte communal détaillé de Graveson sur la base Alize du ministère des Finances de 2009 (Seite nicht mehr abrufbar, festgestellt im März 2018. Suche in Webarchiven), abgerufen am 4. November 2011.
77. ↑  Pourquoi Lorraine d’Argent? In: Photographe Mariage Avignon.fr. Archiviert vom Original (nicht mehr online verfügbar) am 20. Februar 2012; abgerufen am 12. November 2011 (französisch).
78. ↑  Les armoiries des communes fondatrices de Rhône Alpilles Durance. In: Vexil.prov.free.fr. Abgerufen am 12. November 2011 (französisch).
79. ↑  Jumelage avec Graveson. In: Thonex.ch. Archiviert vom Original (nicht mehr online verfügbar) am 5. Juni 2012; abgerufen am 12. November 2011 (französisch).
80. ↑  Le Grand Portail. In: Pays Arles.org. Archiviert vom Original (nicht mehr online verfügbar) am 3. März 2014; abgerufen am 12. November 2011 (französisch).
81. ↑  Clocher d’une église de France: 13045 Graveson. In: Clochers.org. Abgerufen am 12. November 2011 (französisch).
82. ↑  Graveson. In: CC-Rhonealpillesdurance.fr. Ehemals im Original (nicht mehr online verfügbar); abgerufen am 12. November 2011 (englisch). (Seite nicht mehr abrufbar. Suche in Webarchiven)
83. 1 2 3  Val de Provence. (PDF; 3,5 MB) In: CC-Rhonealpillesdurance.fr. Abgerufen am 12. November 2011 (französisch).
84. ↑  Le Cadran Solaire. In: Hotel en Provence.fr. Archiviert vom Original (nicht mehr online verfügbar) am 3. September 2011; abgerufen am 12. November 2011.
85. ↑  Graveson. In: Culture.gouv.fr. Abgerufen am 12. November 2011 (französisch).
86. 1 2  Monuments historiques et bâtiments protégés de Graveson. In: Actuacity.com. Abgerufen am 12. November 2011 (französisch).
87. ↑  Le patrimoine de la commune de Graveson. In: Pays Arles.org. Archiviert vom Original (nicht mehr online verfügbar) am 17. August 2014; abgerufen am 12. November 2011 (französisch).
88. ↑  Graveson. In: ProvenceWeb. Abgerufen am 12. November 2011 (französisch).
89. ↑  Musée des Arômes et du parfum de Graveson en Provence. In: Museedesaromes.com. Abgerufen am 12. November 2011 (französisch).
90. ↑  4 seasons garden. In: Graveson Provence.fr. Ehemals im Original (nicht mehr online verfügbar); abgerufen am 12. November 2011 (englisch). (Seite nicht mehr abrufbar. Suche in Webarchiven)
91. ↑  Feast of Saint-Eloi. In: Graveson Provence.fr. Ehemals im Original (nicht mehr online verfügbar); abgerufen am 12. November 2011 (englisch). (Seite nicht mehr abrufbar. Suche in Webarchiven)
92. ↑  Pictural & Mural. In: Graveson Provence.fr. Ehemals im Original (nicht mehr online verfügbar); abgerufen am 12. November 2011 (englisch). (Seite nicht mehr abrufbar. Suche in Webarchiven)
93. ↑  Pictural & Mural. In: Cheminsprovenceprestige.fr. Archiviert vom Original (nicht mehr online verfügbar) am 23. Mai 2010; abgerufen am 12. November 2011 (englisch).
94. ↑  The Corso. In: Graveson Provence.fr. Ehemals im Original (nicht mehr online verfügbar); abgerufen am 12. November 2011 (englisch). (Seite nicht mehr abrufbar. Suche in Webarchiven)
95. ↑  Creddo, provence. In: creddo.info. Abgerufen am 12. November 2011 (englisch).
96. ↑  Klaus Simon: Provence. In: Dumont Reisen für Genießer. DuMont Reiseverlag, 2001, ISBN 978-3-7701-5555-2, S. 145 f.+151 (eingeschränkte Vorschau in der Google-Buchsuche).
97. ↑  Le Marché paysan de Graveson en Provence. In: Lemarchepaysan.com. Abgerufen am 12. November 2011 (französisch).
98. ↑  Arènes. In: Pays Arles.org. Archiviert vom Original (nicht mehr online verfügbar) am 11. Januar 2014; abgerufen am 12. November 2011 (französisch).
99. ↑  Les Fous du Stade. In: Web.mac.com. Archiviert vom Original (nicht mehr online verfügbar) am 30. Januar 2010; abgerufen am 12. November 2011 (französisch).
100. ↑  La Fille du puisatier. In: Avignon.Onvasortir.com. Abgerufen am 12. November 2011 (französisch).
101. ↑  C.C.F.F. 13 de Graveson. In: ccffgraveson.com. Archiviert vom Original (nicht mehr online verfügbar) am 25. September 2009; abgerufen am 12. November 2011 (französisch).
102. ↑  Résultats du recensement de la population 2008 – Graveson. In: recensement.INSEE.fr. Archiviert vom Original (nicht mehr online verfügbar) am 13. November 2012; abgerufen am 12. November 2011 (französisch).
103. ↑  SOCIETE COOPERATIVE AGRICOLE FRUITIERE LA MONTAGNETTE. In: societe.com. Abgerufen am 12. November 2011 (französisch).
104. ↑  Magazine Juin 2010. (PDF; 2,4 MB) In: CC Rhonealpillesdurance.fr. Abgerufen am 12. November 2011 (französisch).
105. ↑  Présentation Pôle du Sagnon. (PDF; 1,2 MB) In: CC Rhonealpillesdurance.fr. Abgerufen am 12. November 2011 (französisch).
106. ↑  La gare de Graveson. In: Raileuroexpress.com. Archiviert vom Original (nicht mehr online verfügbar) am 31. August 2011; abgerufen am 12. November 2011 (französisch).
107. ↑  Frédéric Bernard: De Lyon à la Méditerranée. L. Hachette, Paris 1855, S. III+118 (französisch, Volltext in der Google-Buchsuche).
108. ↑  Transport. In: Graveson Provence.fr. Archiviert vom Original (nicht mehr online verfügbar) am 5. Oktober 2010; abgerufen am 12. November 2011 (englisch).
109. ↑  Graveson, Bouches-du-Rhône. In: de.DB-city.com. Abgerufen am 12. November 2011.
110. ↑  L’École maternelle et primaire Sainte Jeanne d’Arc à Graveson. In: Ecole-jeanne-darc-graveson.com. Archiviert vom Original (nicht mehr online verfügbar) am 20. November 2012; abgerufen am 12. November 2011 (französisch).
111. ↑  Résultats de Recherche – Châteaurenard. In: education.gouv.fr. Archiviert vom Original (nicht mehr online verfügbar) am 7. Januar 2016; abgerufen am 12. November 2011 (französisch).  Info: Der Archivlink wurde automatisch eingesetzt und noch nicht geprüft. Bitte prüfe Original- und Archivlink gemäß Anleitung und entferne dann diesen Hinweis.
112. ↑  Accomodation. In: Graveson Provence.fr. Archiviert vom Original (nicht mehr online verfügbar) am 14. Januar 2012; abgerufen am 12. November 2011 (englisch).
113. ↑  ***Camping les Micocouliers***. In: camping-les-micocouliers-provence.fr. Abgerufen am 12. November 2011 (französisch).
114. ↑  La soule gravesonnaise. In: la-soule-gravesonnaise.fr. Archiviert vom Original (nicht mehr online verfügbar) am 26. Mai 2012; abgerufen am 12. November 2011 (französisch).
115. ↑  Sports. In: Graveson Provence.fr. Archiviert vom Original (nicht mehr online verfügbar) am 5. Oktober 2010; abgerufen am 12. November 2011 (englisch).
116. ↑  Les Vétérans de Graveson. In: veteransgraveson.free.fr. Abgerufen am 12. November 2011 (französisch).
117. ↑  Le Musée de Région Auguste Chabaud. In: museechabaud.com. Archiviert vom Original (nicht mehr online verfügbar) am 9. November 2011; abgerufen am 12. November 2011 (französisch).
118. ↑  Graveson in Provence. In: net-provence.com. Abgerufen am 12. November 2011 (englisch).
119. ↑  Millon & Associés: Alfred Lesbors. (PDF) In: net-provence.com. Abgerufen am 12. November 2011 (französisch).